# Линь Хуэйинь
Линь Хуэйинь (кит. 林徽因, пиньинь Lín Huíyīn, в США её называли Phyllis Lin или Lin Whei-yin, 10 июня 1904 — 1 апреля 1955) — китайская поэтесса и писательница, первая женщина-архитектор Китая. Дочь видного китайского политика Линь Чанминя; жена архитектора Лян Сычэна, невестка философа Лян Цичао. Получила образование архитектора и художника-оформителя в Великобритании и США. Как дизайнер и архитектор работала совместно со своим мужем над проектированием нескольких университетских городков и музеев в Пекине, Шэньяне, Цзилине и Нанкине. Самые известные её самостоятельные проекты — Герб КНР и оформление Памятника народным героям. Линь Хуэйинь разрабатывала периодизацию истории традиционной китайской архитектуры, творчески развитую Лян Сычэном; в 1937 году обнаружила и датировала старейшее деревянное здание на территории Китая — храм Фогуан, воздвигнутый в IX веке. Скончалась от последствий многолетнего заболевания туберкулёзом.
На протяжении 1930-х годов Линь Хуэйинь опубликовала роман «Девяносто девять градусов», отмеченный влиянием западного модернизма, шесть новелл, две пьесы и более 60 лирических стихотворений. Ещё при жизни она считалась одной из самых красивых женщин Китая, и эта оценка неоднократно повторялась в разных биографиях и периодических изданиях вплоть до XXI века. В частности, в 2009 году гуанчжоуский еженедельник «Наньфан жэньу чжоукань» включил её в число 12 красивейших женщин современного Китая с характеристикой: «красота и мудрость, которые никогда не повторятся».

## Биография

### Происхождение, детские годы (1904—1912)
Семейство Линь происходило из уезда Миньсянь провинции Фуцзянь. Дед — Линь Сяосюнь — в молодости практиковал как врач, служил частным учителем и в 1889 году удостоился высшей конфуцианской степени цзиньши, сделался членом Академии Ханьлинь; в 1890 году он подал в отставку и перевёлся в провинцию; дослужился до начальника уезда Хайнин. Вершиной его карьеры была должность исполняющего обязанности градоначальника Ханчжоу. У его жены — урождённой Ю — было семеро сыновей и дочерей. В семье культивировались традиционные дисциплины, включая музыку и каллиграфию, существовала семейная школа. Первенец — Чанминь, родился в 1876 году и получил образование в Японии (право и политические науки). Его младший брат Линь Тяньминь также обучался в Японии электротехнике и стал инженером. Старший из братьев женился на Хэ Сюэюань (何雪媛, 1882—1972) — необразованной дочери купца; брак носил договорный характер, и отношения между супругами были сложными. Дед владел семейной усадьбой в Ханчжоу, в переулке Люгуань; именно в этом доме 10 июня 1904 года родилась старшая дочь, которой дали имя Хуэйинь (林徽音, одновременно означает «Прекрасная музыка», «Добрая репутация» или «Добрая весть»). Несмотря на то, что в старом Китае к дочерям относились пренебрежительно, Линь Сяосюнь сочинил стихотворение, отсылающее к канону «Ши цзин», в котором выражал надежду, что внучка унаследует выдающиеся добродетели. В 1909 году семья переехала в дом в переулке Цайгуань, где 5-летняя Хуэйинь жила под надзором деда, бабки и тёти, поскольку её отец в это время оканчивал курс в университете Васэда (он имел и низшую конфуцианскую степень сюцая). Тётя — Линь Цзэминь (восемью годами старше Чанминя) — также была образованной женщиной, и усердно занималась обучением племянницы. В Японии Чанминь близко сошёлся с просветителями и конституционалистами, особенно Сюй Фосу и Тан Хуалуном. После возвращения в Китай Линь Чанминь обосновался в Фучжоу, где вместе с однокашником основал школу политических наук и со временем стал её директором. После начала Синьхайской революции Линь Чанминь активно включился в борьбу; его ближайшим союзником стал Лян Цичао. После того, как Линь Чанминь возглавил Сенат Китайской республики, его вдовый отец перебрался в Шанхай, где 8-летнюю Хуэйинь отдали сразу во второй класс школы с европейской программой. Линь Сяосюй вложил средства в издательское дело; для учёного-конфуцианца он отличался чрезвычайной открытостью к инновациям. Для Хуэйинь наняли домашних учителей современной истории и географии (их преподавала женщина из Канады), японского и английского языков. Уже в шестилетнем возрасте она овладела китайской грамотой и вела переписку с отцом; среди всех детей клана Линь именно Хуэйинь выделялась наилучшими способностями и памятью. Судя по переписке, Линь Чанминь сразу стал воспринимать дочь как равную себе личность и проявлял полную откровенность.
В браке у Линь Чанминя было трое детей, в том числе сын, но из них выжила только Хуэйинь. В шесть лет она переболела ветряной оспой, что в известной степени сказалось на её поэтических интересах. Её мать третировали в семье, поскольку она не могла принести наследника. В 1912 году Линь Чанминь взял себе наложницу по имени Чэн Гуйлинь (程桂林), уроженку Фуцзяни, с которой познакомился в Шанхае. У них было пятеро детей, в том числе сын Линь Хуан, ставший впоследствии художником; второй сын Линь Хэн сделался военным лётчиком и погиб во время войны с Японией. Сюй Чжимо, общавшийся с семейством Линь, использовал личную коллизию Чанминя в рассказе «Несущественное воспоминание», опубликованном в газете «Нули чжоубао» 11 февраля 1923 года; впоследствии он был переработан в новеллу «Рана любви» (春痕). Судя по сведениям, приводимым биографами, Линь Хуэйинь наладила отношения с Чэн Гуйлинь и называла обеих жён своего отца «матерями», что вызывало гнев Хэ Сюэюань. Мать и дочь поселили во флигеле на заднем дворе, а большой дом был занят семьёй Линь Чанминя и Чэн Гуйлинь. По мнению писателя и литературоведа Мэн Сеяна, психологическая нагрузка на Линь Хуэйинь была несоразмерна её возрасту: для отца она оставалась любимой дочерью, брошенная мать всячески старалась отвадить её от новых родственников и постоянно ругала. В то же время это приучило Хуэйинь прямо выражать свои мысли и чувства и воспитало в ней твёрдость характера.

Семья Линь Хуэйинь
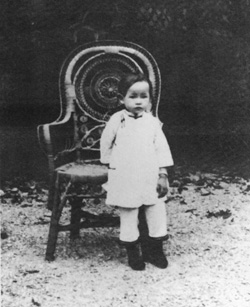
Линь Хуэйинь в младенчестве
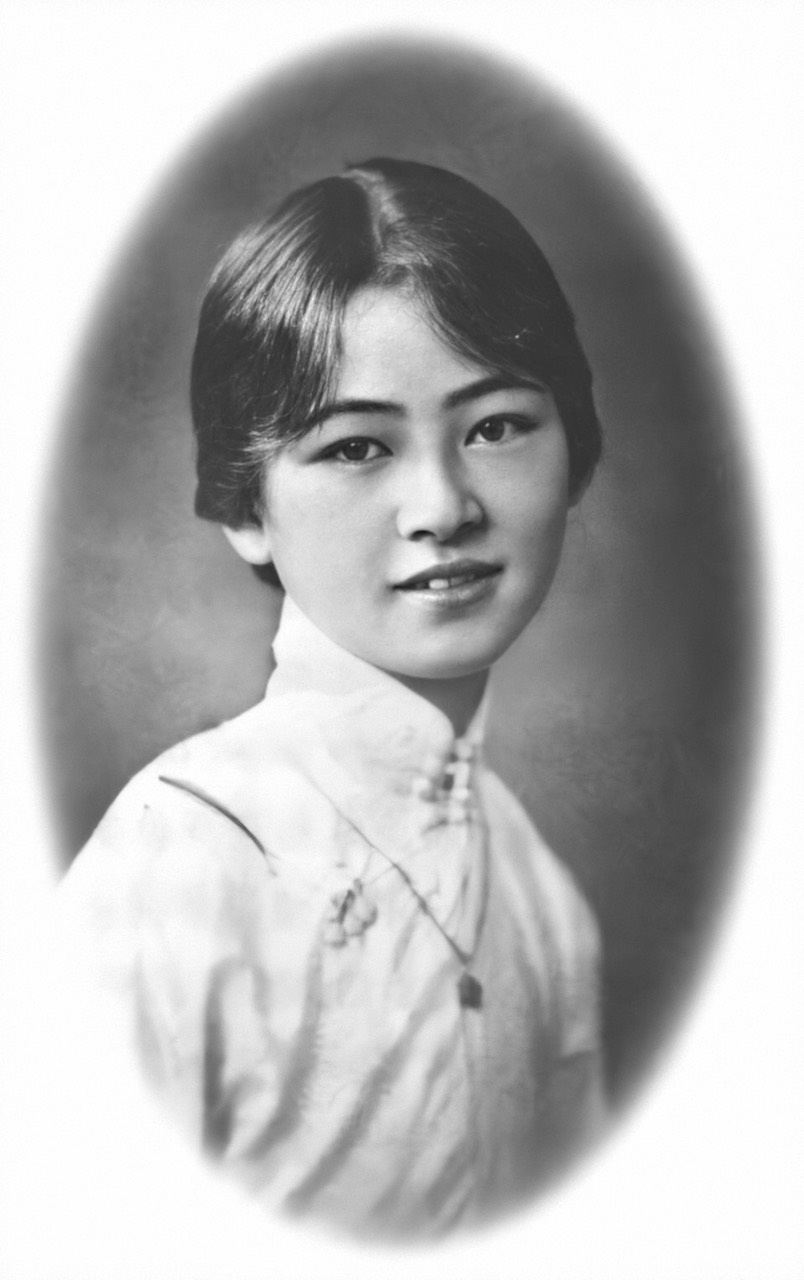
Линь Хуэйинь в детстве
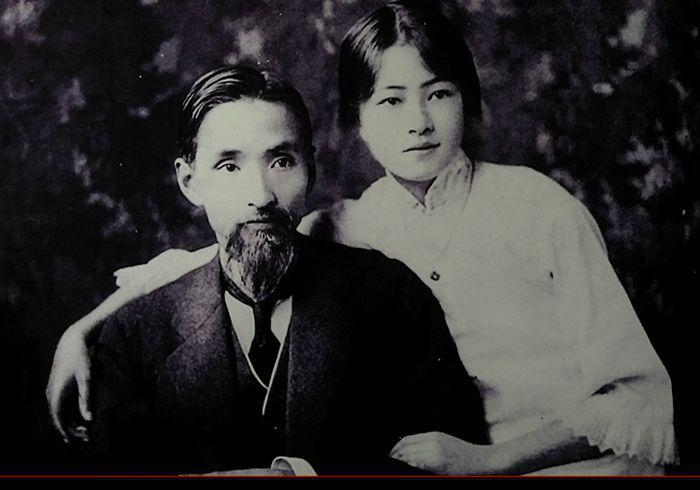
Линь Хуэйинь с отцом в 1920 году
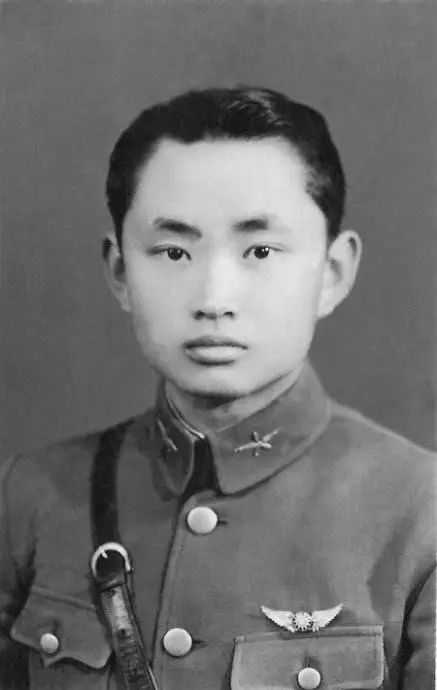
Линь Хэн — младший брат

### Школьные годы. Европа (1914—1923)

#### Обручение
После кончины Линь Сяосюня (в 1914 году) Линь Чанминь, занятый политической деятельностью в Пекине, перевёз семью в британскую концессию в Тяньцзине, и 12-летней Линь Хуэйинь пришлось заниматься организацией перевозки багажа. После кончины тёти психологическая обстановка в семье стала ещё сложнее. Малолетний брат Линь Хэн плакал по ночам, и Хуэйинь приходилось его успокаивать, о чём неукоснительно сообщалось в переписке с отцом. Наконец, в 1916 году Линь Чанминь перевёз своё обширное семейство в Пекин; Линь Хуэйинь отдали в англиканскую миссионерскую школу Пэйхуа, в которую затем поступили и четверо её братьев. Учителя все были иностранцами, и весь учебный процесс шёл на английском языке; строгой была и дисциплина. Дома её продолжали обучать каллиграфии. В 1918 году отец, отправляясь в Японию, хотел взять с собой и дочь, но обстоятельства тогда не позволили этого сделать; в письмах, адресованных Хуэйинь, Линь Чанминь, описывая различные достопримечательности, сожалел, что она не сопровождала его. Пока отец отсутствовал, дочь составила каталог домашней коллекции живописных и каллиграфических произведений.
Начиная с 1917 года ближайшим политическим соратником Линь Чанминя сделался Лян Цичао. Со временем политический союз было решено дополнить семейным: была организована встреча 17-летнего Лян Сычэна и 14-летней Линь Хуэйинь, чтобы они могли познакомиться друг с другом. Общавшаяся с ними жена американского синолога Вильма Фэрбэнк отмечала, что «это было заметным отходом от традиционной практики, когда избранные через посредников жених и невеста впервые видели друг друга только на свадьбе». Впрочем, Лян Цичао явно дал понять, что хотя отцы и договорились между собой, окончательное решение будут принимать сами молодые люди.

#### Путешествие в Европу
В течение 1919 года произошло много событий: Лян Цичао присутствовал на Парижской мирной конференции, и его сообщения побудили Линь Чанминя развернуть широкую кампанию в прессе, результатом которой стало «Движение 4 мая». Поскольку он не смог продвигать свою позицию в диалоге с военными властями, то в 1920 году отправился в Европу, чтобы изучить её экономическое и политическое положение на месте, а также представлять Китай в Лиге Наций. С собой он взял дочь; морское путешествие из Шанхая во Францию продолжалось около двух месяцев. 7 мая отец и дочь Линь достигли Лондона. Далее Хуэйинь устроили в колледж Сент-Мэри, в котором она в совершенстве овладела английским языком и окончательно стала двуязычной. Во время летних вакаций она вместе с отцом побывала в Париже, Женеве, Риме, Франкфурте, Берлине, Брюсселе и других городах. После того, как Линь Чанминь надолго поселился в Лондоне, его 16-летняя дочь (по-английски её называли «Филлис») стала хозяйкой салона, ставшего центром притяжения для большой китайской колонии и западных знаменитостей. В доме Линь бывали Герберт Уэллс и Томас Харди, Чжан Сижо, Цзинь Юэлинь, Чжан Цзюньмай и другие. Она заинтересовалась поэзией викторианской эпохи (особенно Теннисоном и Браунингом), из современных писателей оценила драматургию Бернарда Шоу; изначально чтение рассматривалось только как средство обучения языку, но постепенно Линь Хуэйинь убедилась в неадекватности китайских представлений о западной культуре и неверности переводов Линь Шу. Под влиянием английской поэзии она начала писать собственные стихи. Отец дополнительно нанял для Хуэйинь учителей английского (некоего Филиппа) и фортепиано, которые жили в том же доме 27, Альбион-гейт, Вест-Энд.

Линь Хуэйинь в годы учения
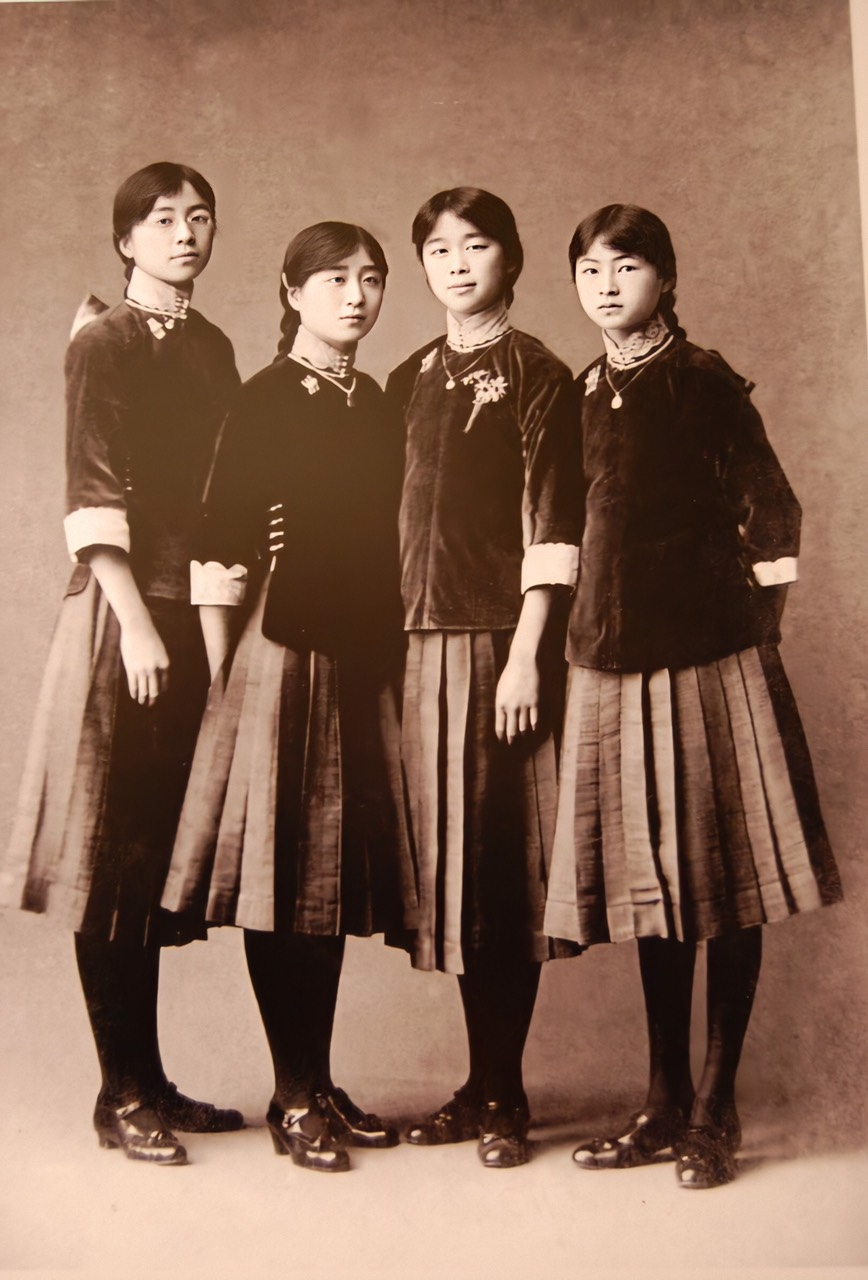
Линь Хуэйинь (справа) с кузиной и одноклассницами по Пэйхуа
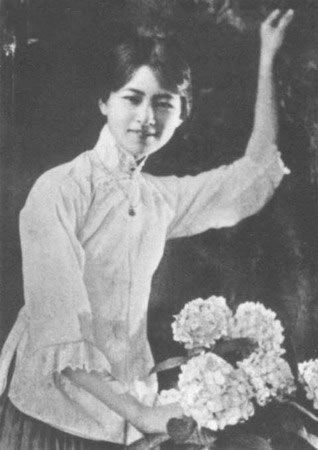
Линь Хуэйинь в 15 лет
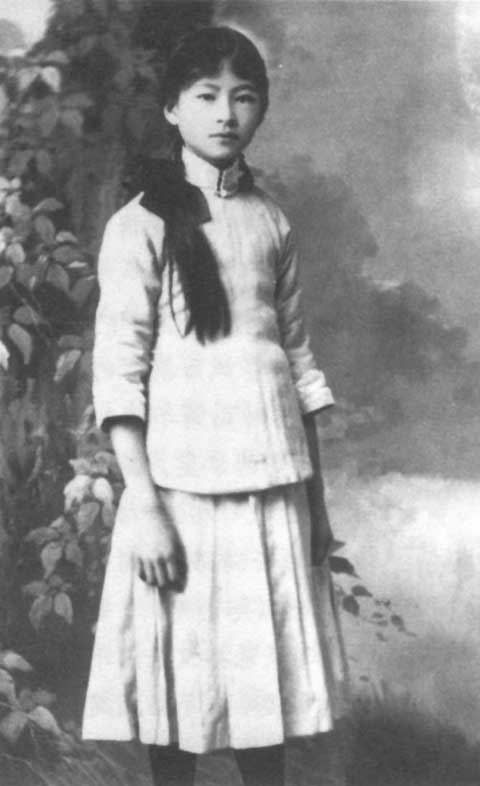
Фото школьных лет
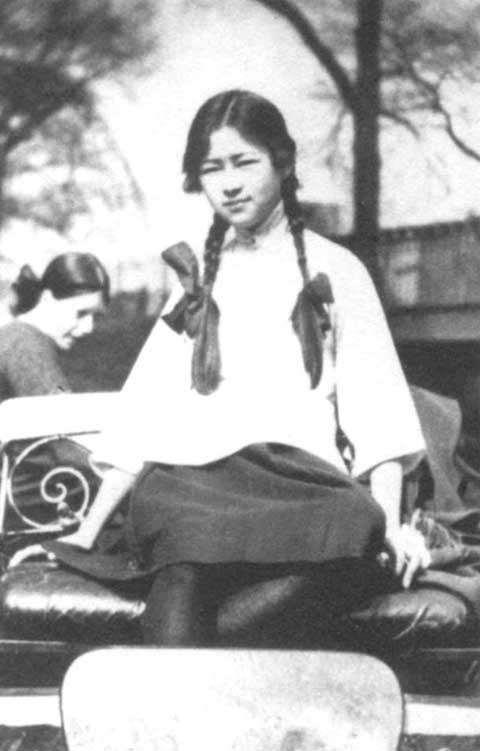
Фото школьных лет

Каникулы 1921 года были проведены в Брайтоне, семейство Линь остановилось в доме доктора Беррита, у которого было пятеро дочерей-погодков, двое из которых были ровесницами Хуэйинь. По семейному преданию, когда китаянку научили строить замки из песка, её новая подруга — 20-летняя Дейзи Беррит — стала расспрашивать Линь о китайской архитектуре и объяснила, что архитектура и строительство — не одно и то же. Познакомили Хуэйинь и с женщиной-архитектором, которая приезжала в Брайтон на этюды

#### Сюй Чжимо и Лян Сычэн

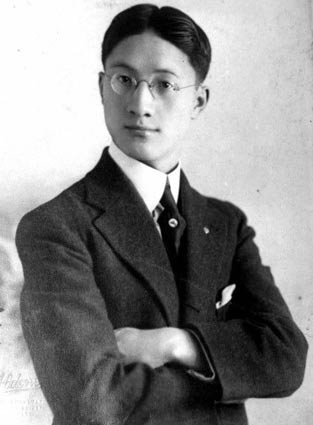
Сюй Чжимо в студенческие годы

Знакомство с 24-летним поэтом Сюй Чжимо произошло 16 ноября 1920 года, когда он — студент-экономист — впервые посетил салон Линей. Изначально знакомство поддерживалось с Линь Чанмином, который высоко оценивал таланты Сюя, но постепенно отношения с 16-летней Линь Хуэйинь стали самостоятельной частью их жизни. В Брайтоне они начали эпистолярный роман, в котором Сюй Чжимо вёл переписку от имени замужней женщины Чжун Чжао, а Линь Хуэйинь — женатого мужчины; граничным условием развития сюжета стало то, что оба несвободны и могут общаться только посредством переписки. Сюй Чжимо был женат и бросил супругу с новорождённым ребёнком. Линь Чанминь тоже поверял Сюю свои сердечные переживания (они виделись за послеобеденным чаем практически каждый день), из-за чего даже возник скандал, когда поэт предал их огласке в печатном виде. Иногда, когда Линь Чанмина не было, Сюй и Хуэйинь могли общаться наедине; Линь-дочь говорила на пекинском диалекте с фуцзяньским акцентом, по-английски же говорила с оксфордским акцентом. Возникшие чувства способствовали поэтическим интересам обоих и становлению Сюй Чжимо и Линь Хуэйинь как самостоятельных поэтов-лириков Китая. В Брайтоне для переписки Сюй даже поставил у своего дома специальный почтовый ящик. Признание в любви Сюй Чжимо также облёк в поэтическую форму.
В биографии Мэн Сеяна утверждается, что от признаний Сюй Чжимо Линь Хуэйинь растерялась и обратилась к отцу за помощью. Учитывая договорённости с Лян Цичао и статус самого Сюя, Линь Чанминь счёл его действия неуместными, что и было выражено в ответном письме. Вдобавок жена Сюй Чжимо — Чжан Юйи (живущая в Берлине сестра банкира Чжан Цзяао), ждала второго ребёнка. Сюй заявил о намерениях расстаться с Чжан ради отношений с Линь Хуэйинь. Судя по свидетельствам Вильмы Фэрбэнк, Линь Хуэйинь не воспринимала Сюя как предмет романтических устремлений, вдобавок она считала, что тот намного старше и именовала его в переписке «дядюшка Сюй». На этом он не успокоился, рассорился с собственным отцом и всячески настаивал на приоритете своих чувств и желаний. Вильма Фэрбэнк утверждала, что Линь Хуэйинь не пожелала стать причиной разрушения другой семьи, помня о переживаниях своей матери. Тем временем миссия Линь Чанминя в Европе закончилась, и 14 октября 1921 года отец и дочь покинули Лондон. После возвращения Линь Чанминь остался по делам в Шанхае, а Линь Хуэйинь в 1922 году заканчивала среднее образование в прежней школе Пэйхуа на попечении Лян Цичао. Выдержав экзамены, она получила половинную стипендию для обучения за границей.
7 января 1923 года Лян Цичао сообщил в письме супруге, что их сын Сычэн и Хуэйинь приняли решение вступить в брак, когда закончат образование. Философ также направил письмо и Сюй Чжимо, в котором увещевал, что невозможно построить собственное счастье на несчастье окружающих. Несмотря на разрыв, Сюй Чжимо не смирился с решением Линь Хуэйинь выйти замуж за Лян Сычэна; его не останавливало даже то, что и члены семейства Лянов и Линей крайне негативно к нему относились. Некоторое время он преследовал Линь Хуэйинь, вплоть до того, что она отправила ему письменную просьбу не беспокоить её. Много позже она сообщила своему сыну Лян Цунцзе, что не смогла ответить на чувства Сюй Чжимо потому, что они были лишь проекцией его поэтического «Я». Впрочем, на презентации первого поэтического сборника Сюя в 1922 году Линь Хуэйинь побывала. Линь Чанминь настаивал на немедленном обручении, однако Лян Цичао считал, что лучше не спешить, чтобы молодые люди приобрели профессию и опыт, необходимые для успешной семейной жизни. Лян Сычэн посоветовал Линь Хуэйинь попробовать себя в литературном творчестве, и она опубликовала своё первое произведение — перевод на китайский язык сказки Оскара Уайльда «Соловей и роза». В свою очередь, Линь Хуэйинь посоветовала Ляну-младшему учиться на архитектора: в июне 1923 года он оканчивал Университет Цинхуа и должен был по государственной стипендии ехать в Пенсильванский университет. 7 мая 1923 года Лян Сычэн, управлявший мотоциклом, был сбит на пекинской улице «подрезавшей» его машиной государственного чиновника. Он получил тяжёлый перелом правого бедра, был повреждён позвоночник, за 8 недель Сычэн перенёс три операции в больнице «Сехэ»; хромота осталась на всю жизнь, ему также приходилось носить корсет. Линь Хуэйинь постоянно была с ним в больнице и затем навещала его ежедневно. Впрочем, матери и Ляна и Линь были шокированы «вольностью» (Хуэйинь осмеливалась сидеть на краешке кровати) и сомневались, сможет ли вестернизированная девица войти в семейство конфуцианского философа. Отъезд в США было решено отложить на лето 1924 года.

### Высшее образование и замужество (1924—1928)

#### Рабиндранат Тагор

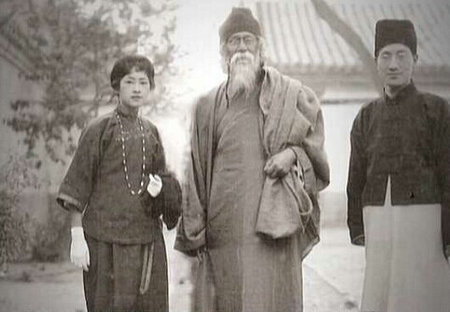
Линь Хуэйинь, Рабиндранат Тагор и Сюй Чжимо в Пекине

Весной 1924 года «Общество полумесяца», возглавляемое Ху Ши и Сюй Чжимо, пригласило в Китай Рабиндраната Тагора; подготовкой визита активно занимались Лян Цичао и Цай Юаньпэй от имени просветительского общества Пекина и университета. Сопровождать великого бенгальца попросили Сюй Чжимо, стенографию возложили на поэта Ван Тунчжао. Тагор прибыл в Пекин 23 апреля 1924 года, во встрече, кроме всех перечисленных, участвовали Лян Шумин, Гу Хунмин, Сюн Силин. Нобелевский лауреат посетил Пекинский и Янцзинский университеты и Цинхуа, побывал в гостях у экс-императора Пу И. Линь Хуэйинь присутствовала на всех этих мероприятиях, обеспечивая вместе с Сюем поэтический перевод. 8 мая в Обществе полумесяца торжественно отпраздновали 64-летие Тагора, присутствовало несколько сотен гостей, в том числе Лу Синь. Одним из символических подарков (кроме драгоценного фарфора и дюжины картин) стало присвоение ему китайского имени, которое провёл Лян Цичао. Оно состояло из иероглифов Чжу Чжэньдань (竺震旦), обозначающих названия двух стран — фамильный иероглиф «Чжу» был усечением «Тяньчжу» (Индия), а «Чжэньдань» было средневековой транскрипцией санскритского названия Китая Cinasthana. Далее была поставлена на китайском языке тагоровская пьеса «Читра» на сюжет «Махабхараты», в которой играли Сюй Чжимо (бог любви), Линь Хуэйинь (принцесса), её отец Линь Чанминь (лунный бог) и Чжан Синьхай; постановку осуществил Лян Сычэн. Хвалебные рецензии актёрскому мастерству отца и дочери Линь тогда поместили многие китайские и индийские газеты; особо отмечали превосходный английский язык Хуэйинь. Она сопровождала индийского классика до конца его пребывания в Китае. В это время Сюй Чжимо ещё далеко не отказался от своих матримониальных планов и даже просил Тагора посодействовать ему, но тот мягко отказал. Наконец, 17 мая между Линь Хуэйинь и Сюй Чжимо состоялось объяснение, во время которого она объявила, что уезжает в США вместе с Лян Сычэном для получения высшего образования.
Уезжая из Китая 20 мая, Тагор посвятил Линь Хуэйинь стихотворение:

The blue of the sky

fell in love with the green of the earth

The breeze between them sighs «Alas!»

#### Соединённые Штаты

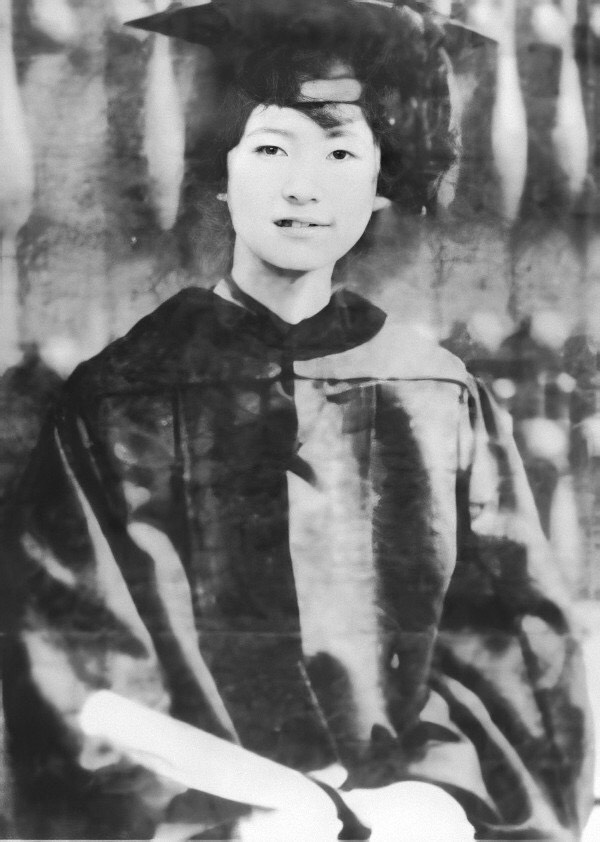
Линь Хуэйинь — выпускница Пенсильванского университета

В июне 1924 года Лян Сычэн и Линь Хуэйинь через Тихий океан отправились в США, достигнув Калифорнии 7 июля. В компанию Ляна и Линь входил также Чэнь Чжи — однокашник Сычэна по Цинхуа, с которым они жили в одной комнате общежития. В США они провели четыре года. Целью был Корнеллский университет, где китайцы должны были пройти подготовительный курс, а далее перейти в Пенсильванский университет (входящий в «Лигу плюща») для занятий архитектурой. Здесь возникли трудности: Линь Хуэйинь не допустили в архитектурную школу, поскольку занятия по рисованию проходили по вечерам, что считалось неприличным для девушки. Поэтому она была зачислена на факультет изобразительных искусств с правом посещения занятий по архитектуре. Здесь у неё была возможность пользоваться рисовальной студией в любое время суток. К семестру 1926 года она уже полноценно занималась в архитектурной школе, но не известно, каким образом удалось обойти запреты. Отношения с Лян Сычэном складывались не лучшим образом: 3 сентября 1924 года от рака умерла его мать Ли Хуэйсянь, а он не имел возможности вернуться в Пекин; поминальную службу по буддийскому обряду провели прямо в кампусе. С невестой они также часто ссорились из-за несовпадения темпераментов: Хуэйинь могла попросить сопровождать её на танцы, а Сычэн в это время корпел над чертёжной доской. «Филлис» Линь быстро стала очень популярной в американской компании, благодаря артистизму и отличному владению английским языком, это тоже было причиной для ссор. Согласно Вильме Фэрбэнк, Сычэн считал, что она ведёт себя несообразно статусу наречённой, слишком вольна в отношениях, и пытался её контролировать. Лян Цичао в одном из писем сравнивал их отношения с «буддийским адом». Однако в результате они научились сотрудничать: во время сдачи зачётов по архитектурным проектам Лян Сычэн приводил в беловой вид эскизы Хуэйинь, что в дальнейшем стало обычным методом их совместной работы. На экзамене по дизайну Сычэн сделал для Хуэйинь бронзовое зеркало по образцу изображений Юньгана с гравировкой: «Самолично изготовлено для Хуэйинь Сычэном, дабы она понимала, что нет хрустального блеска без пары» (徽因自鉴之用，思成自镌并铸，喻其晶莹不珏也). Она заявила, что этот предмет даже знатоку будет нелегко отличить от древнего подлинника; действительно, профессор поначалу не понял, что предмет современный.
В 1925 году Линь Хуэйинь узнала из письма Лян Цичао, что её отец погиб в Шэньяне от шальной пули во время мятежа Го Сунлина; ему было 49 лет. Затем дядя Линь Тяньминь прислал большую подборку газет с описаниями и некрологами. Хуэйинь, получив известия, упала в обморок и несколько дней провела в прострации. Родным и Лян Цичао с большим трудом удалось уговорить её не возвращаться в Китай, доучиться и приехать вместе с Лян Сычэном. Важным источником для понимания её действий и настроений является интервью, данное в январе 1926 года для студенческой газеты. В частности, она сообщила, что мать и тётушки не хотели отпускать её в Америку из опасения, что она станет «флэппером». Много места в интервью уделено её воспоминаниям об отце. На самом деле ситуация была серьёзнее, поскольку содержание матери Хуэйинь падало на неё и Сычэна; Лян Цичао немедленно стал приискивать для сына постоянное место работы. В феврале 1927 года Сычэн защитил проект на степень бакалавра, а в июне — магистерскую диссертацию по архитектуре; оба его проекта были удостоены золотой медали, что бывало очень редко. Линь Хуэйинь в феврале получила степень бакалавра изобразительных искусств с отличием, окончив четырёхлетний курс за три года. Оба они получили должности в архитектурной фирме декана Архитектурной школы — Пола Крета. В сентябре Линь Хуэйинь убедила Ху Ши, находившегося тогда в США, прочитать публичную лекцию в Пенсильванском университете. После встречи он отметил, что она очень сильно изменилась. Поскольку будущее Ляна и Линь было неопределённым, в осенне-зимнем семестре 1927 года она поступила в Школу драмы при Йельском университете, где в течение шести месяцев изучала ремесло театрального художника-оформителя у профессора Дж. П. Бейкера; она была первой китаянкой, получившей эту специальность. Лян Сычэн, осознав, что ничего не знает о китайской архитектуре, подал заявление в Гарвардский университет на получение докторской степени по архитектуре. В итоге написать диссертацию ему не удалось, поскольку в библиотеках США отсутствовали необходимые источники.

#### Замужество

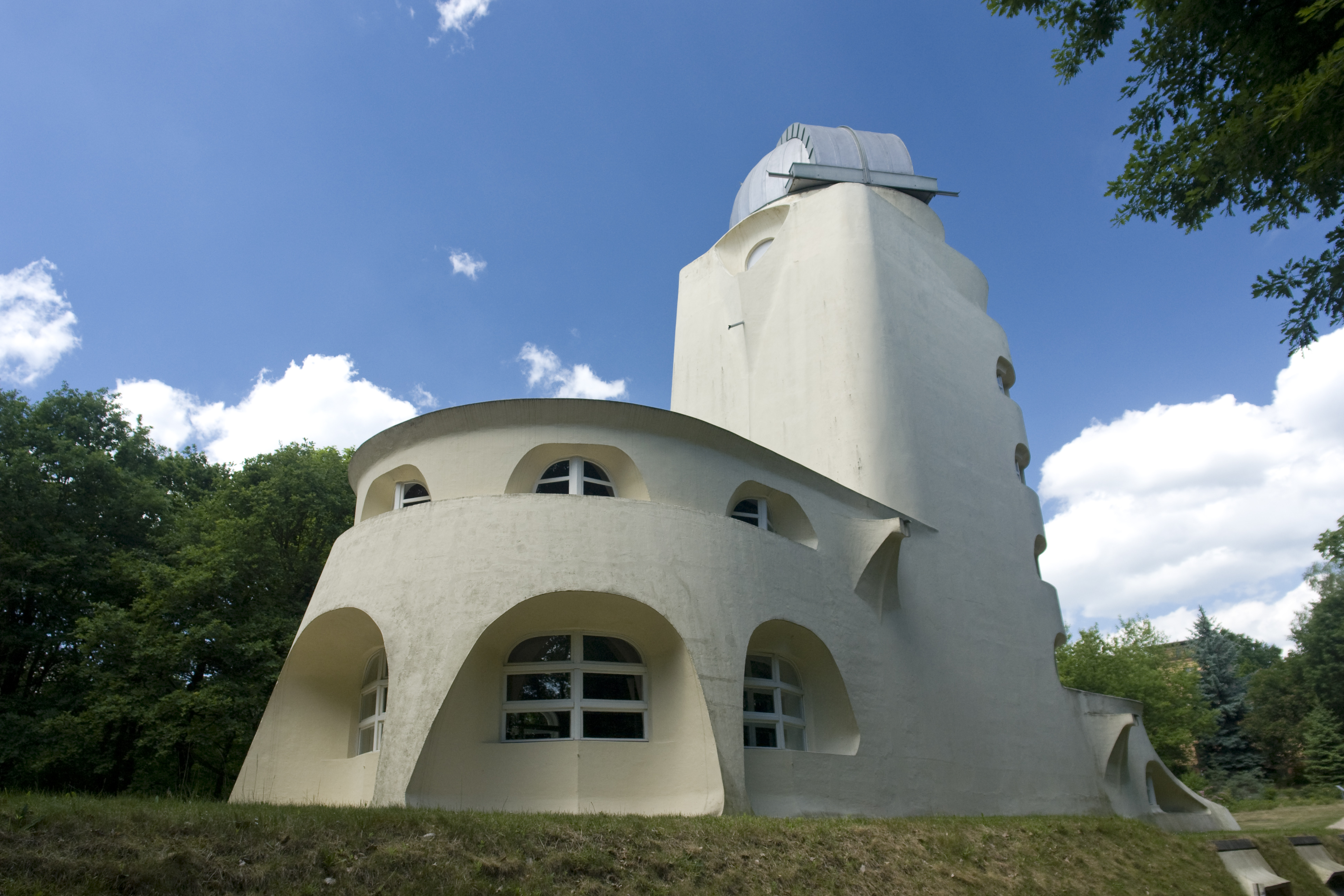
Башня Эйнштейна. Фото 2008 года

Лян Цичао, после того как Сычэн и Хуэйинь получили степени, стал настаивать на официальной помолвке и заключении брака по всем ритуальным правилам. 18 декабря 1927 года прошла церемония помолвки, её провели заочно, в Пекине. Вместо отца Линь Хуэйинь ритуал проводил её дядя Цзюньюн. Лян Цичао настоял, чтобы были составлены гороскопы жениха и невесты и трёх поколений их родителей по мужской линии; были заказаны ритуальные украшения и печати из нефрита двух цветов. Официальным сватом был родственник невесты Линь Цайпин, занимавший тогда высокую должность в Министерстве юстиции. Вторая жена Лян Цичао — Ван Гуйцюань — выбрала счастливый с точки зрения фэн-шуй день, а сам Лян Цичао провёл церемонию уведомления предков о предстоящем продолжении рода в фамильном храме. Днём был проведён официальный банкет, ночью — семейное торжество. Собственно свадьба Лян Сычэна и Линь Хуэйнь прошла 21 марта 1928 года в Оттаве, в Генеральном консульстве Китайской Республики; консулом был зять Лян Цичао, женатый на старшей сестре Сычэна — Сышунь. Дату избрали символическую: в пересчёте с лунного календаря день 21 марта упоминался на мемориальной стеле архитектора эпохи Сун Ли Цзе, трактат которого «Инцзао Фаши» отец прислал сыну из Китая. Линь Хуэйинь не захотела выходить замуж в белом европейском платье, и ей пришлось разработать собственный наряд в китайском стиле, а также оригинальный головной убор. По слухам, этот наряд вызвал интерес у канадских репортёров, некоторые фотографии печатали на первых полосах газет. Сын и невестка подробно отчитались Лян Цичао обо всех деталях церемонии.
Свадебное путешествие было решено провести в Европе — это была единственная совместная поездка Ляна и Линь на этот континент. Лян Цичао как образцовый конфуцианский патриарх разработал для новобрачных маршрут научно-образовательного путешествия, особо настаивая, чтобы они не возвращались через Советскую Россию — «варварскую страну, охваченную хаосом». Лян настаивал, чтобы Сычэн и Хуэйинь проехали Европу с севера на юг, начав со Скандинавии, продолжив природными и рукотворными красотами долины Рейна и Швейцарии, и, наконец, завершить его в Италии — колыбели искусств. На самом деле новобрачные пакетботом прибыли в Лондон, осмотрели Собор Святого Павла и Хрустальный дворец, последний Хуэйинь оценила в своём дневнике как «символ эпохи величайших перемен». Путешествие продолжилось в Париже, где молодые архитекторы обозревали Нотр-Дам и Лувр. Добравшись экспрессом до Рима, побывали в Сикстинской капелле. Поскольку Сычэн глубоко проникся идеями «Баухауза» в Америке, они с женой поехали в Потсдам осмотреть революционную по своей архитектуре Башню Эйнштейна. Далее пришли известия от Лян Цичао, что он устроил сына профессором архитектуры Северо-Восточного университета с жалованьем 265 юаней в месяц. Поскольку в августе кафедра уже должна была открыться, было решено заканчивать путешествие и возвращаться в Китай.
Так как заканчивались средства, а сыновние обязанности требовали представиться и в Пекине, и в Фучжоу, Сычэн и Хуэйинь решили возвращаться Транссибирской дорогой. В Москве они познакомились с молодой американской четой Чарльза и Фредерики Чайлд, которые стали их попутчиками. В мемуарах, надиктованных для В. Фэрбэнк, Чайлды сравнили Ляна и Линь с «бабочками среди кучи навоза». Путешествие закончилось в Шэньяне, откуда молодые люди через Далянь проехали морем в Тяньцзинь, и лишь оттуда вернулись в Пекин. Линь Хуэйинь легко влилась в давно покинутое ею артистическое сообщество: по воспоминаниям Ч. Чайлда, Мэй Ланьфан не осмеливался сидеть в её присутствии. Лян Цичао принял её сердечно и нашёл, что Хуэйинь лишена как «лицемерия выходцев из старых семейств, так и отвратительного легкомыслия модернизированных китайцев».

Семья Линь Хуэйинь и Лян Сычэна
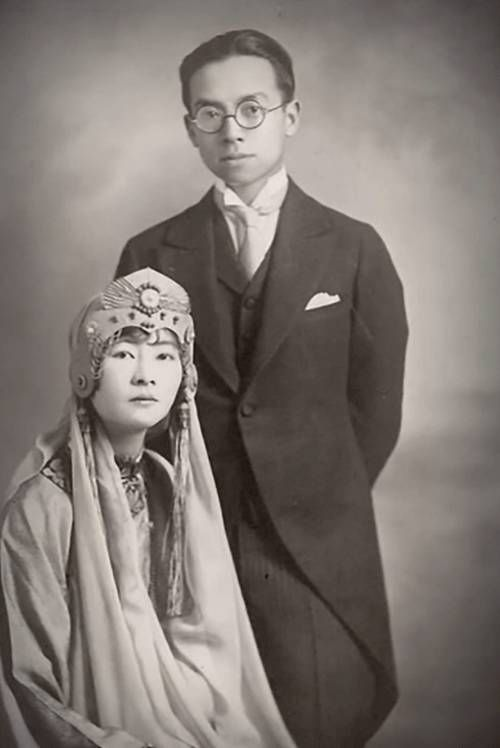
Свадебное фото
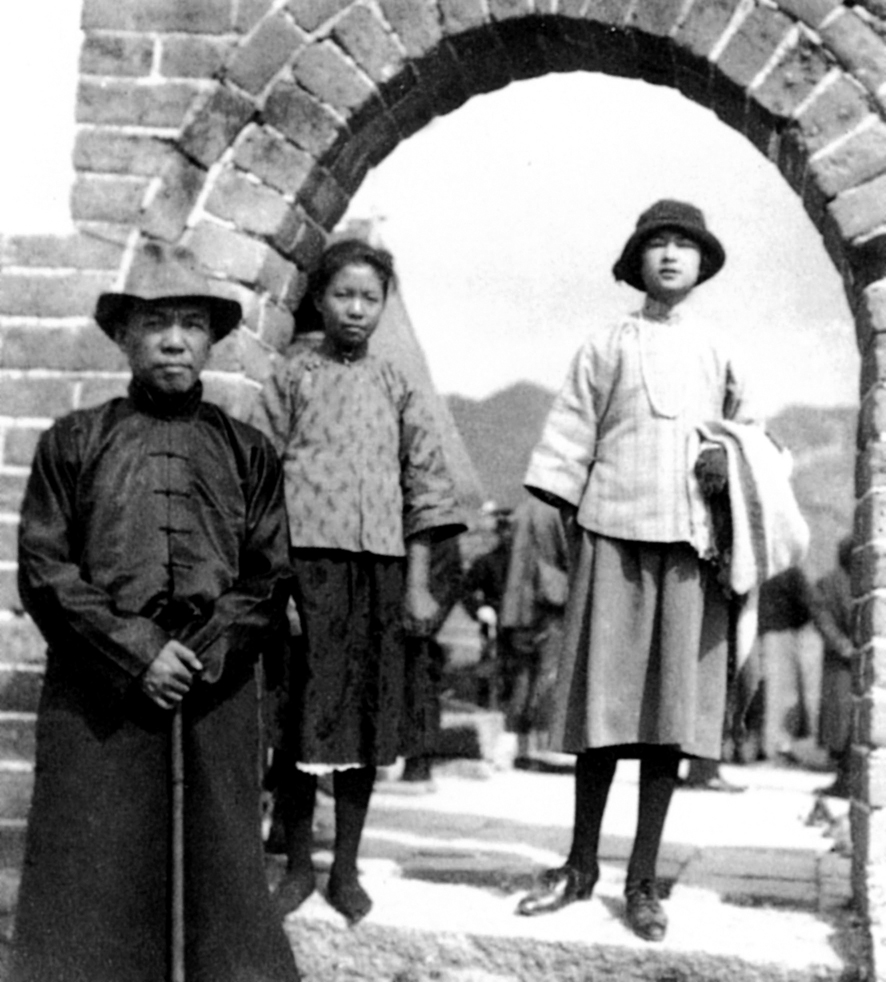
Линь Хуэйинь со свёкром Лян Цичао на Великой китайской стене
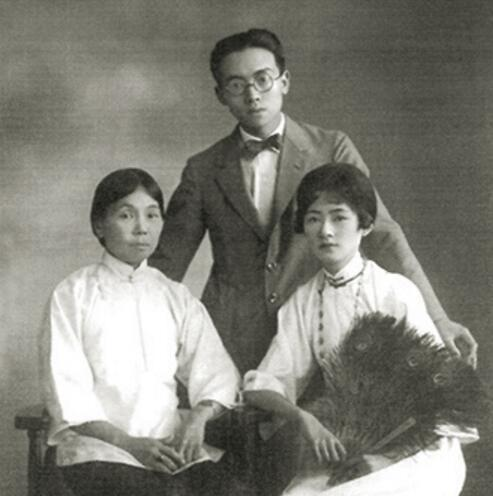
Лян Сычэн с женой и тёщей Хэ Сюэюань
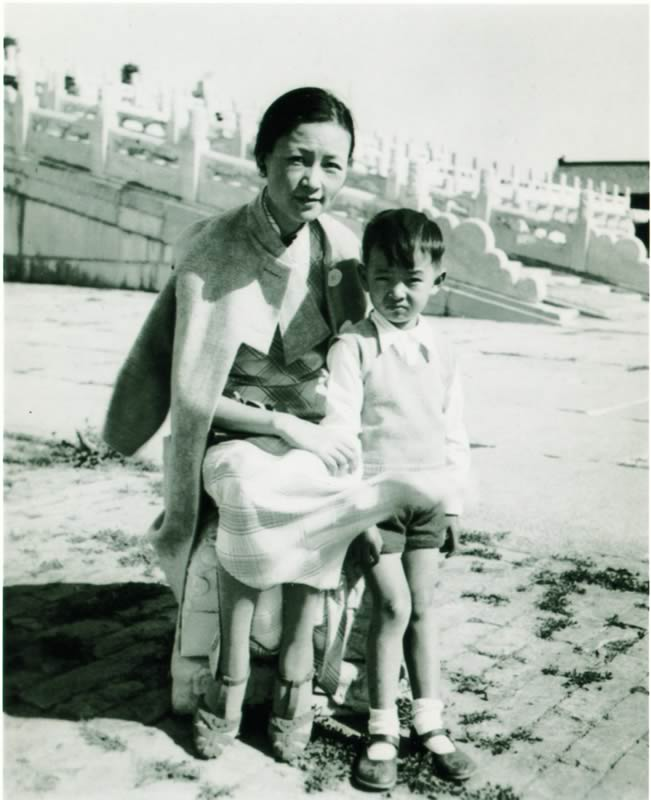
Линь Хуэйинь с сыном Лян Цунцзе

### Бэйпин — Шэньян — Бэйпин (1928—1937)

#### Обустройство. Смерть Лян Цичао

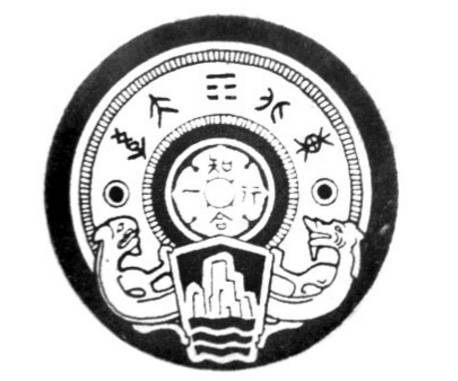
Эмблема Университета Северо-Востока, разработанная Линь Хуэйинь

Поскольку дела требовали присутствия Сычэна в Шэньяне, к родственникам в Фучжоу Хуэйинь отправилась сама, и привезла на Север свою мать. Она также прочитала несколько лекций об Америке для учеников школы, основанной её отцом. Далее Линь Хуэйинь вернулась в Шэньян, где стала профессором Северо-Восточного университета, она преподавала историю искусств и английский язык, а её муж возглавлял кафедру и читал архитектурный дизайн и историю архитектуры. Линь проводила занятия на натуре: в Чжаолине и Мукденском дворце, где могла наглядно объяснять эстетические категории. Из выпуска Линь Хуэйинь вышло более 40 известных архитекторов Нового Китая, в том числе Лю Хундянь, Чжан Фу, Чжао Чжэнчжи, Чэнь Ицинь. В Шэньяне же Линь и Лян впервые на практике столкнулись с китайскими архитектурными памятниками и впервые приобрели навыки полевой работы. Однокашник Сычэна Чэн Чжи помог основать архитектурную фирму, которая сразу получила заказ на проектирование кампуса Цзилиньского университета; неплохой доход приносило проектирование особняков главарей Мукденской клики. Линь Хуэйинь впервые получила награду. Когда диктатор Чжан Сюэлян, занимавший одновременно пост президента университета, объявил конкурс на эмблему вуза, Линь на конкурсе получила первое место (белая гора Байшань, окружённая на блазоне чёрными водами), за которое полагалась премия в 400 юаней. Чжао Юаньжэнь тогда выиграл конкурс на университетский гимн. В декабре 1928 года пришлось срочно уезжать в Бэйпин (как после революции именовался Пекин): состояние Лян Цичао сделалось критическим. В конце собственной жизни Лян Сычэн рассказывал, что в отношении его отца была допущена врачебная ошибка: во время операции по удалению раковой опухоли была вырезана здоровая почка. 19 января 1929 года он скончался в возрасте 55 лет.
К тому времени Хуэйинь была беременна, но, несмотря на это, вместе с Сычэном участвовала в разработке надгробия для могилы свёкра. 3 августа 1929 года (по другой версии, 21 августа) родилась их дочь Цзайбин, имя которой («Вторая ледяная») отсылало к литературному псевдониму покойного Лян Цичао («Глотатель льда»). В 1930 году Линь Хуэйинь был поставлен диагноз «туберкулёз лёгких» и было решено, что климат Северо-Востока не подходит для неё; на этом, главным образом, настаивал Сюй Чжимо, приехавший в Шэньян. Летом и осенью Линь проходила курс лечения, во время которого интенсивно писала стихи. Лян Сычэн проработал в университете до весеннего семестра 1931 года, а далее вернулся к семье в Пекин. Они поселились в доме в хутуне Бэйцзунбу, № 3, у восточной городской стены. Рядом (в доме 12) квартировал Цзинь Юэлинь, работавший в Университете Цинхуа.

#### Семья

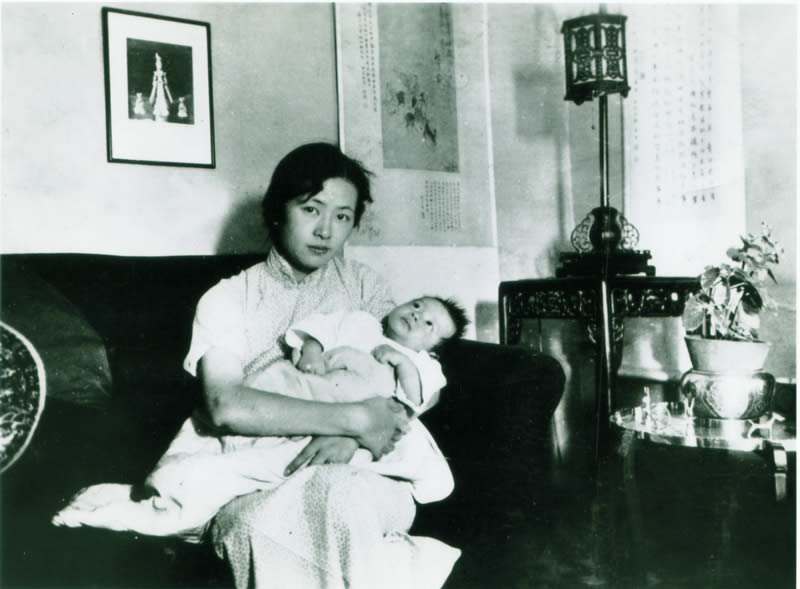
Линь Хуэйинь с новорождённым сыном Лян Цунцзе

В северной столице семья Ляна — Линь, вместе с детьми и тёщей в течение семи лет обитала в типичном пекинском доме с внутренним двором, окружённым четырьмя одноэтажными флигелями; окна были затянуты белой бумагой. Лян Сычэн засадил двор деревьями, а окна центральной залы, выходящие во двор, застеклил, чтобы можно было любоваться видом. В зале располагалась и хозяйская библиотека, книги были по преимуществу на английском языке, включая труды по философии, эстетике, городскому планированию, теории архитектуры; было даже издание сочинений Энгельса. Линь Хуэйинь не довольствовалась ролью домохозяйки, и Сычэн был вынужден согласиться с тем, что она имеет собственные интересы и круг общения, в том числе мужской (Сюй Чжимо вновь вошёл в их дом, пока не погиб в авиакатастрофе), особенно когда она профессионально занялась литературой. В тогдашнем Пекине Линь Хуэйинь получила прозвище «первой из четырёх красавиц столицы». Отношения между супругами не были безоблачными: Хуэйинь была эмоциональна и подвержена перепадам настроения, а также любила бытовой комфорт и наряды. При этом у Ляна и Линь было полное интеллектуальное совпадение, и в этом отношении, по мнению Вильмы Фэрбэнк и Мэн Сеяна, союз их был гармоничен.
В 1932 году произошёл следующий казус: когда Сычэн явился из очередной полевой поездки, жена сообщила, что испытывает чувства к Цзинь Юэлиню и впала в депрессию. По утверждению В. Фэрбэнк, сам Цзинь, который никогда не был женат, завязывал отношения только с европейскими женщинами. После бессонной ночи Лян Сычэн заявил, что не может насильно удерживать её, однако и Цзинь Юэлинь сказал Хуэйинь, что Сычэн искренне любит её и он не желает их расставания. С тех пор отношения стали доверительными настолько, что к арбитражу Цзиня стали прибегать, когда Хуэйинь ссорилась не только с мужем, но и с матерью. 4 августа 1932 года родился сын — Лян Цунцзе, названный в честь Ли Цзе. По словам В. Фэрбэнк, рождение сына праздновалось всем членами клана: хотя Лян и Линь были вестернизированы, но рождение наследника в китайской традиции гарантировало безбедную старость его родителей. В этот период Линь Хуэйинь сошлась с семьёй молодых американских китаеведов — Джоном и Вильмой Фэрбэнк, которые обосновались в Пекине для изучения императорских архивов. С Вильмой Хуэйинь встречалась едва ли не ежедневно, могла общаться по-английски, сравнивать разные образы жизни и делиться переживаниями. По субботам Лян Сычэн с супругой принимали посетителей, преимущественно — из числа друзей-интеллектуалов; собственно, это и был знаменитый в Пекине «Салон мадам» (太太的客厅). В. Фэрбэнк отмечала, что «поэт в душе Хуэйинь» часто бунтовал против прозы жизни. Линь Хуэйинь не любила заниматься домашними делами, при этом она должна была вникать в действия матери и слуг и давать указания; это время она считала «потерянным». По словам Вильмы, сын в буквальном смысле «привязал Хуэйинь к дому», в котором жили 10 человек. Самая крупная ссора между супругами произошла в 1936 году, когда Сычэн собрал вещи и уехал в Шанхай; но потом Хуэйинь нашла силы с ним примириться.
Позднее Лян Сычэн так описывал их отношения:

Хуэйинь особенный человек, её таланты разносторонни, и быть её мужем нелегко. У простолюдинов Срединного государства существует поговорка: «Сочинительство благо для себя, жена благо для всех». Но что касается меня, жена благо для меня, сочинительство — благо для жены. Я не отрицаю, что с Хуэйинь было иногда тяжело, потому что у неё был очень живой ум, и чтобы жить с ней, нужно было соответствовать, а то я рисковал не поспеть за нею.

#### Работа

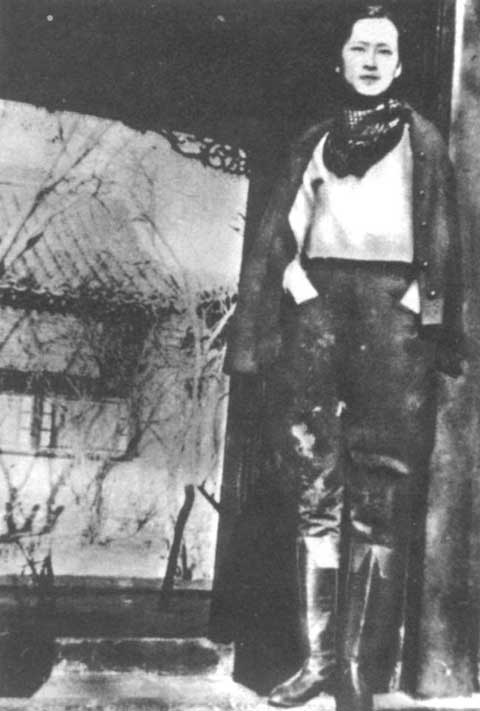
Линь Хуэйинь в период полевой экспедиции

После японской оккупации Маньчжурии Лян Сычэн и Линь Хуэйинь вынуждены были искать новое место работы. Им стало частное «Китайское научное архитектурное общество», которое должно было сохранять классическое наследие. Оно было основано Чжу Цицянем — крупным сановником прежней династии, который был энтузиастом китайской архитектуры и озеленения Пекина. Лян Сычэн занял в Обществе должность начальника исследовательского отдела. Главной задачей стала разработка теории стадиальности развития китайского зодчества и форм его эволюции; Лян Сычэн, в отличие от сотрудников Чжу Цицяня, получил современное образование и имел опыт практикующего архитектора. Так начался новый этап профессиональной деятельности Сычэна и Хуэйинь — историков архитектуры. В 1932 году, благодаря исследованиям своих японских коллег, Лян Сычэн осознал, что в китайской глубинке должны были сохраниться очень древние традиционные памятники, что позволит создать, по его же собственному выражению, «грамматику» китайского зодчества, основы которого — платформы из утрамбованного грунта и деревянная стоечно-балочная конструкция, оставалась неизменной не менее 3000 лет. Одной из величайших задач было обнаружение сохранившегося деревянного сооружения времён династии Тан; несмотря на крайне малую вероятность такого открытия, именно Линь Хуэйинь сумела его совершить.

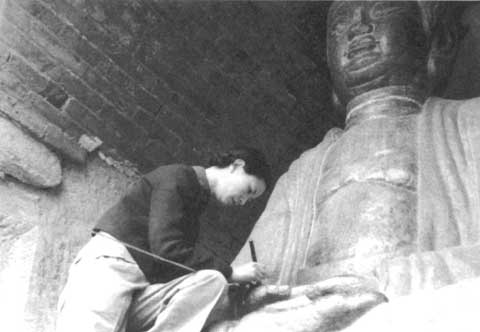
Линь Хуэйинь изучает статую Будды

Чжу Цицянь не понимал необходимости полевых исследований, поскольку был по образованию и складу ума китайским книжником старого типа, и считал, что работы с древними текстами будет довольно. Тем не менее, даже в окрестностях Пекина удавалось сделать выдающиеся открытия. Во время первой поездки 1932 года, Лян Сычэн обнаружил храм Гуаньинь, построенный в 984 году. Он пришёл к выводу, что архитектура его очень напоминает образцы из Дуньхуана. В том же году Общество и Лян Сычэн с его хунаньским коллегой Лю Дунчжэном получили заказ на реставрацию павильона Вэньюаньгэ в Запретном городе, который когда-то предназначался для размещения грандиозного рукописного свода «Сыку цюаньшу». После 1933 года в большинстве поисковых экспедиций Лян Сычэн и Линь Хуэйинь работали вместе, в том числе когда обнаружили в Хубэе храм 971 года. Особенно интересные находки последовали осенью 1933 года в Датуне, где были найдены буддийские храмы династии Ляо. Хуэйинь отправилась в это же время в Юньган, рассчитывая сфотографировать и зарисовать фрески и статуи. В 1934 году Линь Хуэйинь опубликовала множество стихотворений и прозаических произведений, а также написала предисловие к «Основам цинской архитектуры» своего мужа. Всего они изучили более двух тысяч памятников архитектуры более чем в 200 уездах Китая.
В результате тяжёлых экспедиций, в 1935 году у Линь Хуэйинь произошло обострение туберкулёза, причём лечащие врачи настаивали на заключение её в гипсовый корсет и на соблюдение неподвижности, по крайней мере, в течение трёх лет. Она согласилась на шестимесячный курс лечения, и оставалась у себя дома, куда поселили специально обученную сиделку. Периодически она выезжала для лечения морским воздухом в Бэйдайхэ; такой образ жизни благоприятствовал литературной деятельности. До 1937 года Линь Хуэйинь опубликовала более 60 стихотворений, шесть новелл, эссе, критических статей и роман «Девяносто девять градусов». В результате её даже пригласили читать курс английской литературы в женском колледже в Бэйпине и она состояла в редколлегии литературного отдела газеты «Дагунбао». Лечение принесло существенный результат, однако в семье разразился новый кризис: в дом Лянов приехал младший брат Хуэйинь — Линь Хэн (от второго брака её отца), с намерением поступать в Цинхуа. Против него выступила Хэ Сюэюань, которая никогда не могла простить Линь Чанминю наложницы и рождения четырёх сыновей, и Линь Хуэйинь описывала обстановку в доме как «кромешный ад». Отчасти из-за этого, а отчасти из-за избиения полицией во время акций 1935 года за установление единого антияпонского фронта (Лян Сычэн с трудом вызволил его), Линь Хэн поступил в Академию военно-воздушных сил. Пострадавшая в тот же день сестра Сычэна Лян Сюй (её матерью была Ван Гуйцюань) сделалась активистом Коммунистической партии. Чтобы хоть как-то отвлечься, в ноябре — декабре, в преддверии неизбежного, как тогда казалось, захвата Пекина японцами, Линь Хуэйинь и В. Фэрбэнк занимались переводами трудов Лян Сычэна на английский язык, паковали архивы Архитектурного общества и учились верховой езде. Тем не менее в мае 1936 года Лян Сычэн и Линь Хуэйинь успели совершить экспедицию в Лунмэнь, Кайфын и Лоян, а в начале 1937 года — обмеряли Малую пагоду Диких гусей в Сиане и готовили проект её реставрации.

### Война (1937—1945)

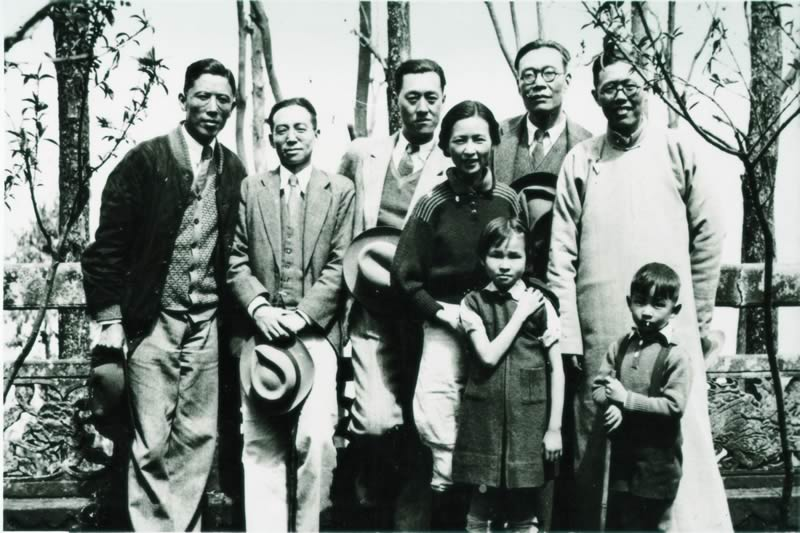
Слева направо: Чжоу Пэйюань, Лян Сычэн, Чэнь Дайсунь, Линь Хуэйинь с дочерью Цзайбинь, Цзинь Юэлинь, У Юсюнь, Лян Цунцзе — сын Сычэна и Хуэйинь. Фото 1940 года

Летом 1937 года супруги Лян — Линь находились в экспедиции в горах Утайшань, где Хуэйинь совершенно случайно обнаружила надпись, позволившую датировать постройку буддийского храма Фогуан — единственного сохранившегося сооружения династии Тан. Когда они выбрались к цивилизации 12 июля, оказалось, что уже пять дней идёт война с Японией. Они успели вернуться в Пекин, но 29 июля он был оккупирован японцами. В. Фэрбэнк сообщила, что Лян Сычэну предложили остаться и возглавить общество японо-китайской дружбы, фактически, — перейти на сторону оккупантов, видимо, на том основании, что он родился и провёл детство в Токио. 5 сентября семейство Лянов по воде добралось из Тяньцзиня в Яньтай, и оттуда через Цзинань эвакуировалось в Чанша; однако в октябре хунаньскую столицу стали бомбить. 24 ноября силы ПВО пропустили японскую армаду, и в результате даже не было оповещения; в тот день бомба разорвалась прямо у дома, в котором семья снимала три комнаты. Судя по письму В. Фэрбэнк, в доме находились все, включая Хэ Сюэюань. У них была договорённость с коллегами, что если удастся вырваться на Юг, они воссоздадут столичные высшие учебные заведения. Было решено двигаться в Юньнань, но у Хуэйинь произошло серьёзное обострение, однако оказавшаяся рядом женщина — знаток китайской медицины, сумела за две недели поднять её на ноги траволечением.
Только в январе 1938 года семья Лянов достигла Куньмина, где удалось разместиться в доме бывшего городского головы по адресу: переулок Суйху, № 9. Постепенно прибывали коллеги, которые приняли решение создавать объединённый Юго-Западный университет. Однако жизнь была тяжёлой: местное население враждебно относилось к беженцам, деньги кончались, а с перспективами работы всё было неясно. Лян Сычэн пытался зарабатывать, делая проекты домов для местных спекулянтов и преступных авторитетов (единственным исключением было студенческое общежитие), и в результате оказался поражён сильнейшим артритом — осложнением его прежних травм; спазмы не отпускали его в течение полугода. Тем не менее, вскоре в Куньмин прибыла вся группа Архитектурного общества, появились деньги, и Лян с Линь сумели даже построить собственный дом, расположенный на окраине города. У Цзинь Юэлиня была в этом доме отдельная квартира под самой крышей. Вскоре Общество вошло в состав Института истории и филологии Academia Sinica, и в результате Министерство образования издало приказ о его эвакуации в Лунцюань — город на Янцзы в 200 милях от Чунцина. Эвакуация завершилась в ноябре 1940 года на открытых грузовиках, и продолжалась две недели. Линь Хуэйинь сразу слегла; её состояние усугублялось тем, что Лян Сычэну пришлось уехать в Чунцин и Чэнду на заработки, а вскоре пришли известия, что 14 марта 1941 года её брат Линь Хэн погиб в воздушном бою с японцами.
В 1942 году Госкомитет по переводам заказал Лян Сычэну «Общую историю архитектуры Китая», в работу над которой активно включилась и прикованная к постели Линь Хуэйинь. Ей пришлось перечитать все «Двадцать четыре династические истории», чтобы извлечь из них сведения о древних и средневековых китайских постройках. Её особенно заинтересовали рельефы эпохи Хань, о которых она имела некоторое представление из экспедиций 1930-х годов. 4 ноября 1942 года Линь Хуэйинь посетили Фэрбэнки, находившиеся в Китае в составе американской военной миссии. В следующем, 1943 году, до Сычэна и Хуэйинь добрался Джозеф Нидэм, работавший тогда британским атташе. Работа и общение позволяли отвлечься от тяжёлого тылового быта и нехватки всего самого необходимого. Тем не менее, Лян Сычэн зарабатывал достаточно, чтобы можно было что-то откладывать, не тратя всех средств на еду; однако болезнь Хуэйинь прогрессировала — открылось кровохарканье. Психологическая обстановка в семье вновь была тяжёлой: нанятая служанкой крестьянка была бестолковой и портила вещи, а Хэ Сюэюань была беспокойна и постоянно ссорилась с Хуэйинь. В одном из писем Линь сообщала, что «шитьё разорванных при стирке простынь, — вот что является настоящим предприятием, а не архитектурные разработки династий Сун, Ляо и Цзинь».
После окончания войны Фэрбэнки смогли перевезти Линь Хуэйинь в Чунцин. В ноябре 1945 года был проведён врачебный консилиум с участием Лео Элоиссера, который признал положение Линь безнадёжным. Туберкулёз перешёл во вторичную фазу и поразил почки; врачи прогнозировали не более пяти лет жизни. Возвращение её в Лунцюань должно было только приблизить конец, поэтому в январе 1946 года было решено перевезти Хуэйинь в Куньмин воздушным путём, это было её первое путешествие на самолёте. Впрочем, юньнаньское высокогорье тоже не было особенно полезным для её здоровья.

### Последние годы жизни (1947—1955)

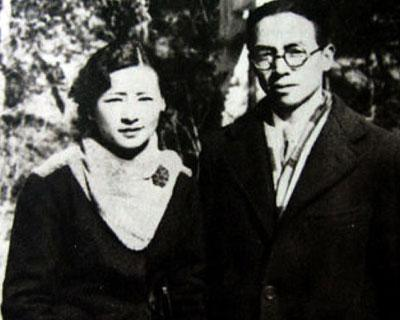
Лян Сычэн и Линь Хуэйинь в 1949 году

В конце июля 1947 года возникла возможность вернуть преподавателей Юго-Западного университета в Пекин. Лян Сычэну предложили возглавить кафедру архитектуры в Цинхуа, а на 1948 год запланировали командировку в США: для изучения прогресса в архитектуре за время войны и для участия в проектировании Здания ООН. Принстонский и Йельский университет также приглашали его с курсами лекций. После возвращения в северную столицу Линь Хуэйинь поместили в Центральную больницу и сделали нефрэктомию: предполагалось, что удаление одного очага инфекции позволит несколько разгрузить организм; лёгкие также были сильно поражены, и она постоянно испытывала удушье. После операции продолжались рецидивы лихорадки, потребовалось переливание крови. Хорошие результаты дало применение стрептомицина, доставленного американскими военными, но восстановление заняло всю зиму 1947—1948 годов.
Из-за наступления коммунистических войск во второй половине 1948 года остро встал вопрос об эвакуации гоминьдановскими властями Бэйпина и сохранении его культурных ценностей. В городе начался голод. 6 ноября 1948 года преподаватели и студенты Цинхуа объявили всеобщую забастовку, вывешивая свои декларации и прокламации на так называемой «стене демократии». Для подавления мятежа была задействована полиция, университетский кампус взяли в осаду. Наконец, была объявлена эвакуация. Пришедшему к ним 24 ноября чиновнику Лян Сычэн и Линь Хуэйинь решительно заявили, что остаются; это привело к обвинению их в «коммунизме». Незадолго до битвы при Пинцзине ЦК КПК принял решение о мирном освобождении Бэйпина, сохранении его построек и культурных реликвий. Чжан Сижо однажды привёл в дом Ляна — Линь двух высокопоставленных представителей НОАК (из политического управления 13-й армии). Они попросили архитекторов нанести на карту местности районы, в которых нежелательно вести бомбардировки и артиллерийские обстрелы, и заверили Лян Сычэна, что постараются защитить древние постройки, насколько это вообще возможно. После перехода Пекина под власть коммунистов (в январе 1949 года), Линь Хуэйинь, несмотря на плачевное физическое состояние, стала востребованным для новой власти специалистом. Её сразу пригласили занять должность профессора в Цинхуа, где она вела курс истории китайской архитектуры, а для аспирантов — «Введение в жилищное строительство». В течение 1949 года её ввели в городской комитет по планированию, вместе с мужем, и почти мгновенно — в состав городского комитета НПКСК. Лян и Линь обратились к архивам Архитектурного общества, и при помощи коллег из Цинхуа всего за месяц составили справочник «Краткое описание важнейших национальных культурных реликвий». Всего в него было внесено 450 единиц, из которых 200 были помечены, как имеющие общемировое значение (Запретный город, городской комплекс Пекина, Дуньхуан, Юньган, Лунмэнь, храм Конфуция в Цюйфу, и проч.). Каждая запись была оснащена подробными географическими координатами, справкой о характере памятника, указанием на даты постройки, перестройки и реставрации. Линь Хуэйинь была главным корректором этого издания. В июне 1949 года эта книга была выпущена Комитетом высшего образования Северного Китая, и распространялась по воинским частям и партийным комитетам по мере продвижения войск на Юг.

Герб Китайской Народной Республики

15 августа 1950 года было последним сроком подачи заявок на всекитайском конкурсе на облик герба и флага КНР, а также национального гимна. На конкурс герба было подано более 900 заявок, в том числе из-за рубежа, но отборочная комиссия забраковала все. Чуть ранее, 23 июня, в Чжуннаньхае была собрана специальная сессия НПКСК, посвящённая принятию национального герба, председателем её был Мао Цзэдун, в число делегатов включили и Линь Хуэйинь. По сведениям, приводимым Мэн Сеяном, она сразу отвергла все варианты, которые имитировали гербы других стран, а также торговые марки, и разъяснила, что герб должен отражать историю государства, волю народа и политической власти. Она разъяснила собравшимся смысл гербов Шотландии и Ирландии, а также Бельгии. Группа по разработке герба предложила использовать символ площади Тяньаньмэнь, который и был принят. Так Линь Хуэйинь оказалась автором нового герба Китая. Она узнала об этом постфактум, ибо в день принятия окончательного решения слишком плохо себя чувствовала.
Состояние здоровья Линь Хуэйинь оставалось стабильно тяжёлым: выходила из дома только в исключительных случаях; почти не могла есть, спала 4—5 часов в сутки и только принимая снотворное. Тем не менее, ей пришлось взяться за спасение традиционного ремесла перегородчатых эмалей к предстоящему визиту культурных деятелей СССР и делегатов большой конференции стран Азиатско-Тихоокеанского региона. В пекинском районе Лаотянь удалось найти двух опытных ремесленников, а в Цинхуа была создана проектная группа; Линь Хуэйинь разнообразила облик изделий и орнаментов, заимствуя их из произведений искусства разных периодов истории Китая. Особую группу изделий составили выполненные в так называемом «Дуньхуанском стиле», которые вызвали восторг Галины Улановой.
В 1951 году Линь Хуэйинь привлекли к разработке облика Памятника народным героям, ей поручили разработать дизайн рельефов стелы, гирлянд и венков. К тому времени она уже не могла вставать с постели, поэтому чертёжную доску поставили прямо в спальне; к ней также приставили выпускника архитектурного факультета Цинхуа для помощи. Линь настаивала на использовании мотивов эпохи Тан, стиль которой одновременно является монументальным, простым и изысканным. Эта работа заняла около двух месяцев; в гирляндах было решено использовать мотивы трёх национальных цветов Китая — пиона, лотоса и хризантемы, символизирующих благородство, чистоту и твёрдость.

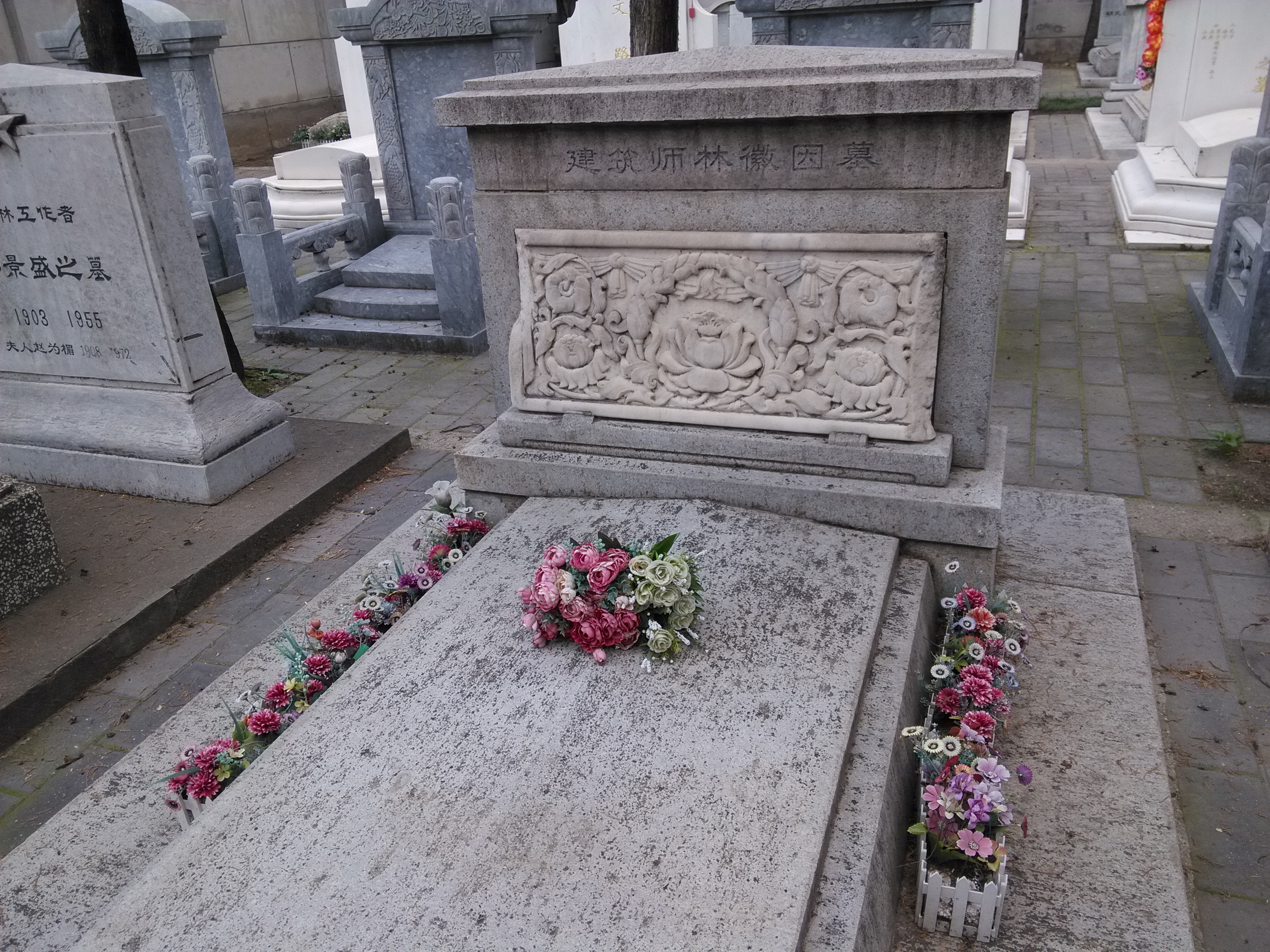
Надгробие Линь Хуэйинь на Революционном кладбище Бабаошань

Восстановление ремесла эмалей и проектирование памятника народным героям окончательно подорвали силы Линь Хуэйинь. Она с трудом пережила холодную зиму 1953 года — любая простуда могла оказаться фатальной. Она выстояла и на этот раз: в июне 1954 года её избрали в Пекинское городское собрание народных представителей, сессия которого открылась 10 августа; в октябре того же года вошла в состав возрождённого Архитектурного общества — в качестве почётного директора. К концу года её состояние стало настолько тяжёлым, что Линь Хуэйинь перевезли в больницу Тунжэнь. Вместе с ней оказался и Лян Сычэн, который подвергался в этот период ожесточённой критике как «реакционер», вдобавок, он тоже заразился туберкулёзом. Об этом Линь Хуэйинь не сообщали. К концу марта температура уже не спадала, больная находилась в полузабытьи. 31 марта она попросила позвать Лян Сычэна, но медики не позволили ей этого. В 6:20 утра 1 апреля 1955 года Линь Хуэйинь скончалась на 51-м году жизни. Некролог был опубликован на следующий день в газете «Бэйцзин жибао», он был подписан Чжоу Пэйюанем, Цзинь Юэлинем и другими. Эти же лица вошли в состав комитета по погребению. В родовом храме семейства Лянов была проведена заупокойная служба, а тело предали земле на Революционном кладбище Бабаошань, в северо-западной его части. Простое надгробие, созданное Лян Сычэном, имитирует рисунок рельефов с памятника народным героям, надпись гласит: «Могила архитектора Линь Хуэйинь» (кит. 建筑师林徽因之墓). После кончины в 1972 году Лян Сычэн был кремирован, а урна с его прахом была упокоена рядом с захоронением его жены. Мать Линь Хуэйинь пережила даже своего зятя Лян Сычэна, оставшись на попечении его вдовы Линь Чжу.

## Линь Хуэйинь — литератор

### Культурный фон

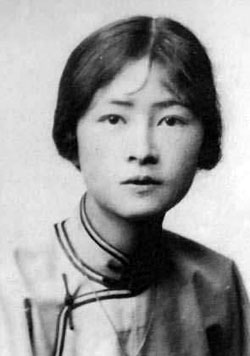
Линь Хуэйинь

Тайваньская и американская исследовательница Ши Шумэй рассматривала литературное наследие Линь Хуэйинь в контексте всей литературной революции, начатой «Движением 4 мая». С точки зрения, продвигаемой гендерными исследователями, движение за новую культуру не ставило проблему освобождения женщин, что иллюстрируется позицией Лу Синя, который рассматривал традиционную культуру как воплощение женского начала, а современную западную — мужского. Таким образом, модернизация рассматривалась как «культурное омоложение», в ходе которого женщины будут приобщены к передовой западной культуре. Иными словами, проблема угнетения женщин рассматривалась как часть общей проблемы национального угнетения, которая должна была автоматически исчезнуть после создания Нового Китая. Политические и эстетические дискуссии представителей «столичного стиля» с «шанхайскими модернистами» этого периода зачастую оперировали даосской терминологией, поскольку это учение трактовало человеческий идеал как андрогинный, и процесс модернизации зачастую рассматривался как прививка китайской «женственности» к «воинственной мужественности» Запада. В политическом измерении «движение 4 мая» раскололо китайское общество по линии «универсализм — локальность», то есть представители «столичного» лагеря отстаивали ценности китайской национальной культуры перед общемировым глобализмом. Линь Хуэйинь считалась представительницей столичной школы, которая отстаивала традиционные ценности как составную часть современности.
Творчество Линь Хуэйинь рассматривается обычно в контексте деятельности «Общества полумесяца», крупнейшими представителями которого были Сюй Чжимо и Вэнь Идо. Для её становления как самостоятельной поэтессы и писательницы, обладающей тонким эстетическим чувством, огромную роль сыграло многолетнее пребывание в Англии и США, которое точно обозначило границы «китайского» в её сознании. В биографии Линь Шань особо отмечено, что о прошлом своей страны Линь Хуэйинь начала задумываться, когда в коллекции университетского музея в Филадельфии увидела двух глазурованных керамических коней из гробницы эпохи Тан, и впервые открыла для себя «Китай, который мы потеряли». Похожий опыт пережили почти все её коллеги по движению цзинпай, в том числе Лян Сычэн. Ши Шумэй называла это «пробуждением собственного „Я“ в условиях двойного отчуждения»; а Вильма Фэрбэнк сравнивала чету Ляна и Линь — «с парой Рип ван Винклей», имея в виду то, что китайская и американская культура не была для них ни само собою разумеющейся, ни безоговорочно принимаемой.

### Проза
Magnum opus Линь Хуэйинь обычно считается её роман «Девяносто девять градусов» (《九十九度中》), опубликованный в первом номере журнала «Сюэвэнь» за 1934 год, для которого она нарисовала иллюстрацию на обложке. Ван Цзэнци считал этот текст первым представителем китайского «женского» модернистского письма, как у Вирджинии Вульф, имея в виду и двуязычность автора. Роман разделён на 9 глав, в которые помещены 14 эпизодов, которые кажутся не связанными друг с другом; сюжет нелинейный. Повествователю известны все сюжетные узлы, но читателю набор сцен кажется выбранным наугад. Действие охватывает один жаркий день в Пекине, главы обозначены градусами Фаренгейта и миллиметрами ртутного столба — показаниями барометра. Персонажи не знакомы друг с другом и не пересекаются по ходу действия романа; единственный связывающий их мотив — жара и жажда. Ши Шумэй считала, что Линь в некотором смысле использовала язык немого кинематографа, но без закадрового комментария или объяснительных титров. Описание движений женщины, едущей на велосипеде, напоминает раскадровку. Не связанный с предыдущим и последующим эпизод, в котором пара в кафе ест мороженое, «работает как кинокамера, позволяющая создать желаемую атмосферу и фон действия». В третьей главе происходит драка между двумя персонажами (Ван Каном и Ян Саном), в пятой главе одна из героинь мельком видит, как полицейские ведут в участок двух дюжих парней; в восьмой главе об этой драке сообщается в разделе новостей местной газеты. Этот приём — попутного, мимолётного упоминания — используется не единожды. Некоторые критики считали, что это всего лишь стиль традиционного китайского повествования, где события не увязаны в заранее продуманный сюжет, образуя сетевые переплетения в силу стечения обстоятельств, а не причинности. Такое построение было типично для цинских романов; точно так же ведущими действующими лицами у Линь Хуэйинь являются учёные. Впрочем, уже ведущий литературный критик Ли Цзяньу в 1935 году заявил, что роман «истинно современный» не только по структуре и технике письма, но и по глубокой укоренённости в китайской традиции.
Модный в Китае того времени вульгарный социологический подход, отчасти, сказался на романе Линь Хуэйинь. Во всех эпизодах явно противопоставляются праздность обеспеченных классов и трудолюбие угнетённых низших сословий. Например, одним из лейтмотивов является описание потных разносчиков в грязной обуви, или рикш и носильщиков с коромыслами. Господин, сидящий в кресле рикши, при этом озабочен тем, что ему заказать на обед. В отличие от традиционных романов, автор не даёт дидактического комментария, но описания самодостаточны. Таких противопоставлений достаточно много: богатая семья готовится к дню рождения своего матриарха, в то время как бедный рикша садится в тюрьму. Носильщик умирает от холеры, игнорируемый врачами, а Ван Кан и Ян Сан дерутся прямо на улице, но на это не обращает внимания невеста А Шу в традиционном красном платье. Её насильно выдают замуж и она впервые увидит своего будущего мужа только на свадьбе. При этом сама она — приверженка идей свободной любви, о которой узнала из книг и журналов. Отчасти, эти сцены служат и для демонстрации бесплодности идеализма на фоне традиционного общества; идеалы — всего лишь пустые лозунги. Эта тема была развита в некоторых других новеллах Линь Хуэйинь, особенно «Вэньчжэнь» (1936), и пьесах, посвящённых рабскому положению женщин-служанок, которых революция освободила лишь на бумаге.

### Поэзия
...ты в этом мире словно день в апреле

с сияющей улыбкой открытой всем ветрам; 

легко в лучах весны танцуешь.

Ты дымка белая апрельского рассвета

и нежность сумеречного ветерка, 

звезда, которая мерцает просто так, 

и мелкий дождь, что оросил цветы.

Ты легкость, ты изящество; ты свежесть

всех цветов несешь в короне,

наивна ты, торжественна, 

ты полная луна в ночи.

Как солнечные краски на снегу 

и словно почек распускающихся зелень, 

ты радость нежная тех лотосов, 

что в снах плывут в сиянии воды.
По мнению китайского исследователя Сун Вэйцзе, для поэтического самовыражения Линь Хуэйинь исключительную важность составляли образы Пекина как «живого» города, «цельного» музея под открытым небом. Демонстрация её зрелости как поэта совпала в пребыванием в 1931 году в санатории Шуанцин в западном пригороде северной столицы; именно к этому периоду относятся её тексты с характерными мелодическими и ритмическими особенностями, которые отсылают к «архитектурным», пространственно многомерным образам. Таковы её стихотворения «Кто любит беспокойство перемен?», «Волнение», «Цветение персика» и «Фонарь и лотос». В «Волнении» лирический герой (в китайском языке нет грамматического рода) преклоняет колени перед чистым спокойствием природы; в «Фонаре и лотосе» сердце и разум поэта обращаются в лотос, освещённый фонариком, пущенным по реке, постигая рок и красоту жизни и смерти. Стихотворение 1935 года «Надвратная башня» представляет осеннюю пастораль, увиденную с высоты городской стены, и передаёт эстетическое удовольствие «на расстоянии». Подобно своим сотоварищам по «Обществу полумесяца», Линь Хуэйинь отвергла жёсткость формы классической китайской поэзии. В «Надвратной башне» свободный размер позволяет членить текст на фрагменты, представляющие моменты восприятия и создающие «визуальный эффект» описания леса с рдяной листвой и её отражением в ясный осенний день. Отчасти, эти образы отсылают к концепту «архитектурного аромата», развитого в статье Ляна и Линь «О пригородных постройках Бэйпина». В 1937 году она воспела Пекин в «Весенней сцене», отражающей её неприятие модернизации древнего города, символом которой являются дымящие фабричные трубы. Авторы «Кембриджской истории китайской литературы» также приводили «Весеннюю сцену» как типичную для поэтики Линь Хуэйинь, репрезентирующую всю школу цзинпай. В первую очередь, это чуткость к англо-американской версии гуманизма, эстетической изысканности старой китайской культуры и напряжённое внимание ко всем проявлениям городской жизни, от духовности до чувственных впечатлений. Сун Вэйцзе обратил внимание, что истинный дух Пекина в «Надвратной башне» передаёт образ грошовых сладостей, продающихся с лотка у городских ворот.

## Линь Хуэйинь — архитектор и историк архитектуры

### Самостоятельные проекты

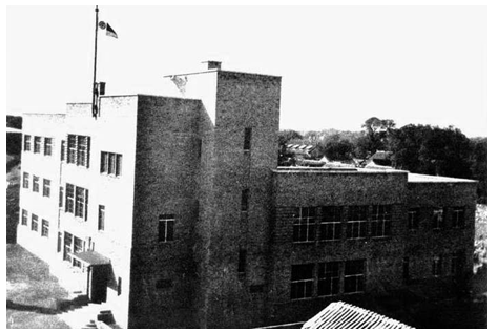
Здание геологического факультета Пекинского университета, воздвигнутое по проекту Лян Сычэна и Линь Хуэйинь. Фото 1935 года

По мнению Ши Шумэй, влияние Линь Хуэйинь на архитектурное творчество её мужа систематически игнорируется исследователями. Её сын Лян Цунцзе категорически утверждал, что подавляющее большинство проектов, приписываемых Лян Сычэну, на самом деле были созданы Хуэйинь. Общим местом в историографии стало представление тандема «Лян — Линь» как единого архитектора, деятельность которого привела к «переоткрытию» строительного наследия Китая и серьёзному прогрессу в архитектурном дизайне в этой стране. Программа обучения, которую Лян и Линь прошли в Пенсильванском университете, была основана на курсе парижской Школы изящных искусств, и навсегда сформировала их эстетическое кредо: «Изучать все стили, чтобы использовать их для национальных нужд».
Первым самостоятельным заказом молодых архитекторов был проект кампуса Северо-Восточного университета в Шэньяне, к разработке которого они привлекли своих коллег, также получивших образование в США. Основанная ими фирма «Liang, Chen, Tong and Cai Partnership Co.» (имя Линь Хуэйинь не упоминалось) получила также подряд на разработку чертежей университетских городков в Цзиньчжоу и Цзилине. Университетский корпус уничтожен в результате японских бомбардировок в сентябре — октябре 1932 года. Судя по сохранившимся документам и фотографиям (в том числе аэрофотосъёмке), университетский городок был построен как традиционный китайский город-крепость прямоугольной формы, ориентированный по оси север — юг. Входные ворота были оформлены по образцу римских триумфальных арок, и вели к двухэтажному центральному корпусу. Ещё в период работы в Шэньяне, Линь Хуэйинь и Лян Сычэн выработали собственное отношение к китайскому зодчеству: базовые для него стоечно-балочные конструкции исторически являлись деревянными, но, подобно античной архитектуре, они допускают переход к каменному и железобетонному строительству. Эталоном конструктивной целесообразности и эстетики являются памятники эпохи Тан.

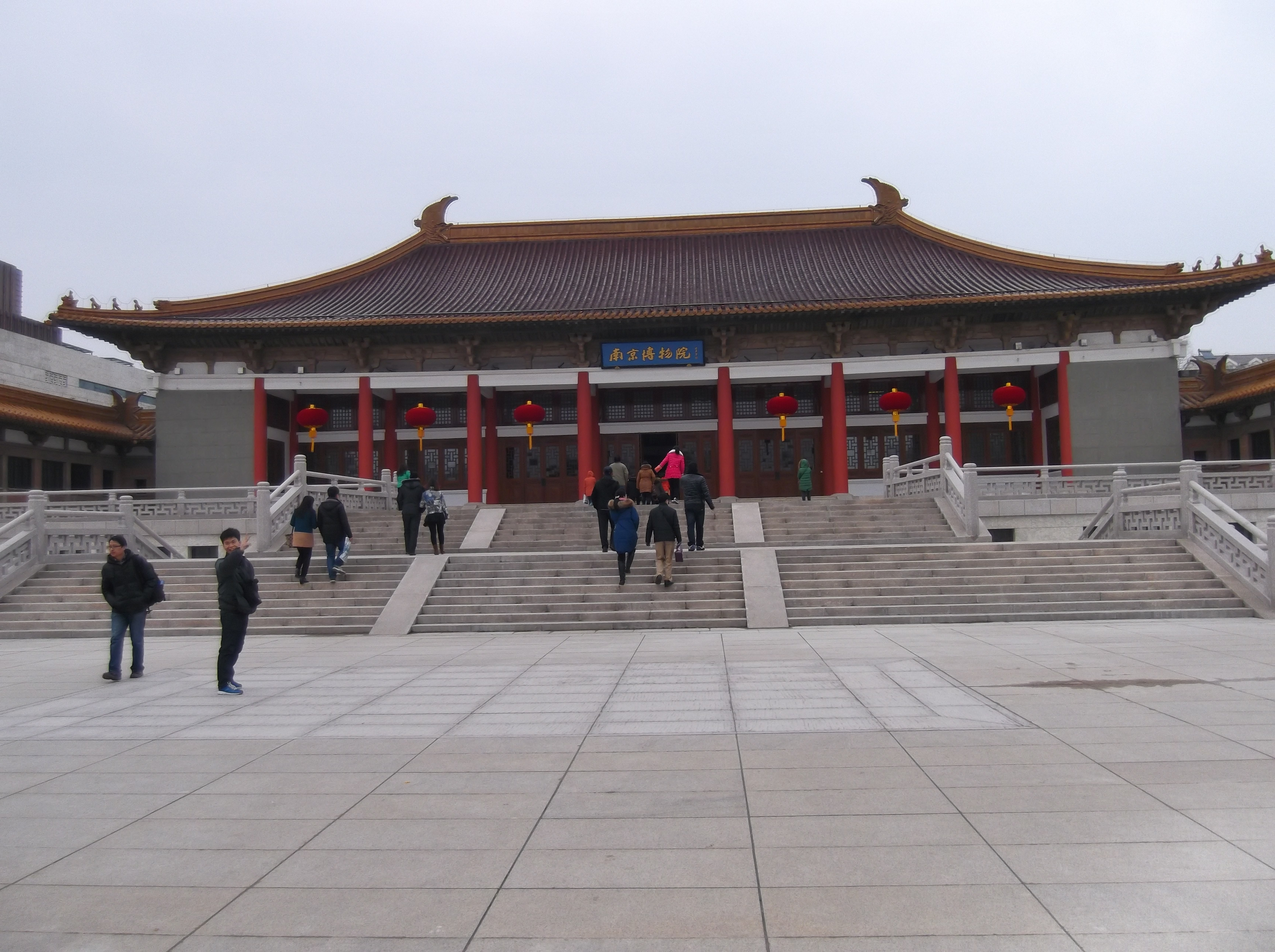
Главное здание Нанкинского музея

В Пекине в 1932 году Лян и Линь провели реконструкцию здания шёлкоторговой фирмы «Жэньли», спроектировав для него трёхэтажный фасад и заново оформили торговые залы. Впервые в пекинской архитектуре они применили панорамные окна с листовым остеклением, однако сохранив привычные элементы китайского ордера с восьмиугольными колоннами, фризом и головами драконов, которые сочетаются со стилем ар-деко. В торговых залах были сохранены деревянные колонны, которыми замаскировали железобетонные несущие балки; при этом интерьер мог меняться с перестановкой ширм, что было откровенным следованием традиции. Дверные проёмы были снабжены традиционными расписными перемычками; все детали убранства были ярко раскрашены в стиле династии Сун. Известно, что отделкой интерьеров руководила именно Линь Хуэйинь.
Канадский специалист по истории архитектуры Гарольд Кальман утверждал, что важной идеологемой деятельности Ляна и Линь было соблюдение формулы, предложенной ещё в XIX веке: кит. 体用, пиньинь tǐyòng, палл. тиюн — баланс между китайской «основой» и западным «прикладным действием». Уже в 1934 году, проектируя здание геологического факультета и женского общежития Пекинского университета, Лян и Линь решительно отказались от традиции в пользу модернизма, явно учитывая наработки Ле Корбюзье и Гроппиуса. Здесь явно проявились все характерные черты интернациональной модернистской архитектуры, близкой «Баухаузу»: восприятие здания как цельного объёма, отсутствие симметрии и минималистское художественное оформление. Впоследствии, и Лян Сычэн и Линь Хуэйинь считали, что этот стиль должен быть переделан под потребности китайцев. В результате, когда Лян Сычэну предложили построить новое здание Национального музея в Нанкине, он выполнил его в сунско-цзиньском стиле, соединив формы традиционной китайской архитектуры с современными железобетонными конструкциями. Линь Хуэйинь считала его не менее современным, чем корпуса Пекинского университета, ибо оно воплощало китайский дух, овеществлённый при помощи западных инноваций. В одной из своих статей она писала, что использование современных материалов не должно изменить глубинных основ китайского зодчества. В силу исторических причин, здание Нанкинского музея оказалось последним зданием, построенным по собственному проекту четы Ляна и Линь.

### История архитектуры

#### Традиция и модерн

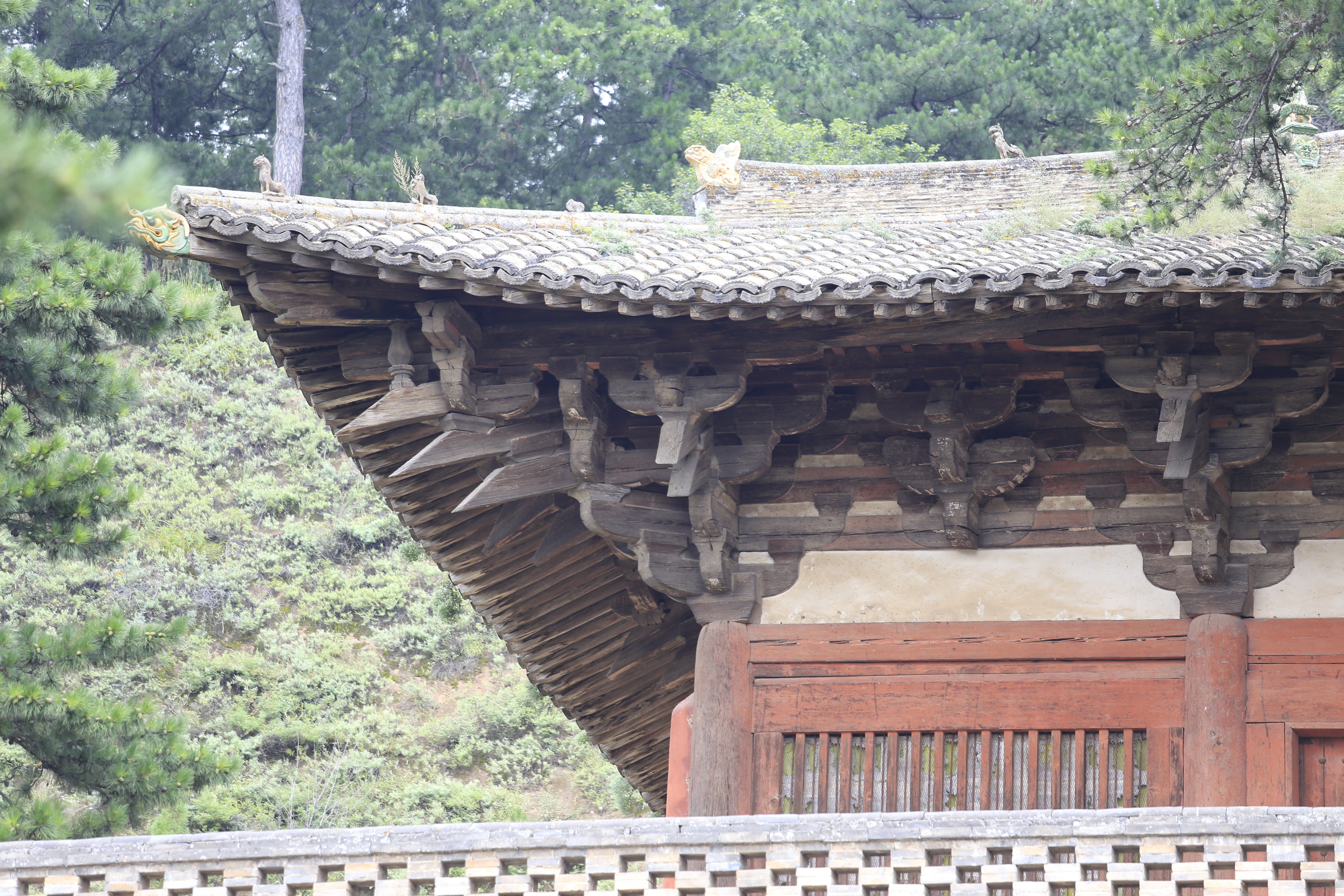
Конструкции крыши павильона Дундадянь храма Фогуан, сооружённые в 857 году. Датированы Линь Хуэйинь в 1937 году, фото 2013 года

В диссертации Ван Миньина не проводится различий между вкладом Лян Сычэна и Линь Хуэйинь при создании из истории китайской архитектуры серьёзной научной дисциплины. При этом указывается, что многие статьи, вышедшие за подписью Сычэна, «несли следы вдохновения Линь», и атрибутировать индивидуальные идеи не всегда представляется возможным. Согласно Ван Миньину, метод исследования Ляна — Линь включал три основных компонента: принятие западного академического письма, разработка стадийной периодизации по образцу европейской, использование морфологического метода стилевой датировки. Периодизацию и основания для морфологического сравнительного метода предстояло разработать в ходе полевых исследований на первичных источниках, то есть подлинных постройках с их конструктивными и художественными особенностями. Они были получены в ходе 22 экспедиций на территории провинций Хэбэй, Шаньси,
Чжэцзян, Шаньдун, Хэнань, Цзянсу, Шэньси, Хунань, Ляонин, Юньнань и Сычуань. Само по себе применение эмпирического метода не было революционным для Китая: его уже с успехом использовал японский архитектор и историк Ито Тюта в «Истории китайской архитектуры» (яп. 支那建築史) 1925 года, написанной на основе современного научного метода.
Статьи и монографии Ляна и Линь резко отличались по стилю от работ их современников: изложение было построено по принципу предметной причинности, используя стандартную структуру «введение — текущее состояние вопроса — история — описание постройки (планировка, конструкции, оформление) — иллюстрированные приложения». Первое описание данных, полученных «в поле», вышло в 1932 году: это была статья «Пагода Гуаньинь в Цзисяне». Расхождение между Сычэном и Хуэйинь заключалось в том, что Лян стремился описывать постройку в комплексе, и, не отказываясь от важности украшений и орнаментов, считал их второстепенными для датировки и характеристики объекта. Используя грамматические интенции, Лян Сычэн называл конструкцию здания «грамматикой», а орнаменты и украшения — «лексикой» (сформулировано это было в 1945 году). Как изучение грамматики является непременным условием освоения языка, так и определение строительных методов и архитектурных структур является первым шагом к познанию и определению архитектурного стиля. Благодаря связям четы Ляна — Линь в США и изданиям их работ по-английски, с 1950-х годов структурный метод изучения истории китайской архитектуры широко распространился в мире. С другой стороны, и Лян Сычэн, и Линь Хуэйинь считали, что китайская архитектура в основе своей деревянная, и мало обращали внимания на каменное, кирпичное и глинобитное зодчество, которое стало изучаться позднее.
Основные усилия Ляна и Линь были направлены на изучение дворцово-храмового зодчества, формы и конструкции которого, как следовало из полевых исследований и письменных источников, непрерывно эволюционировали, по крайней мере, с эпохи Вёсен и Осеней (VIII—V века до н. э.). По крайней мере, в течение 1000 последних лет, каждая императорская династия выпускала официальные предписания по строительству, которым наиболее точно следовали на Севере страны, близ центра политической власти. В заявке на поступление в аспирантуру Гарвардского университета (темой была избрана эволюция китайского дворцового зодчества) Лян Сычэн ещё в 1927 году сформулировал своё кредо, которого последовательно придерживался всю жизнь: если для западной архитектуры характерна глубокая революционная смена стилей (античный, романский, готический, и т. д.), то китайская традиция эволюционировала, не прерываясь. Написать диссертацию так и не удалось из-за отсутствия в США необходимых источников. В статье 1934 года важнейшим морфологическим признаком были обозначены разновидности доугунов — соединительных элементов крыши и опорных столбов. Лян Сычэн проводил параллели между традиционной стоечно-балочной модульной системой китайского зодчества и железобетонными конструкциями современного модернизма, подчёркивая изначальную прогрессивность китайского стиля, позволяющего свободное обращение с внутренними пространствами, не ограниченными опорными стенами.

#### Проблема периодизации

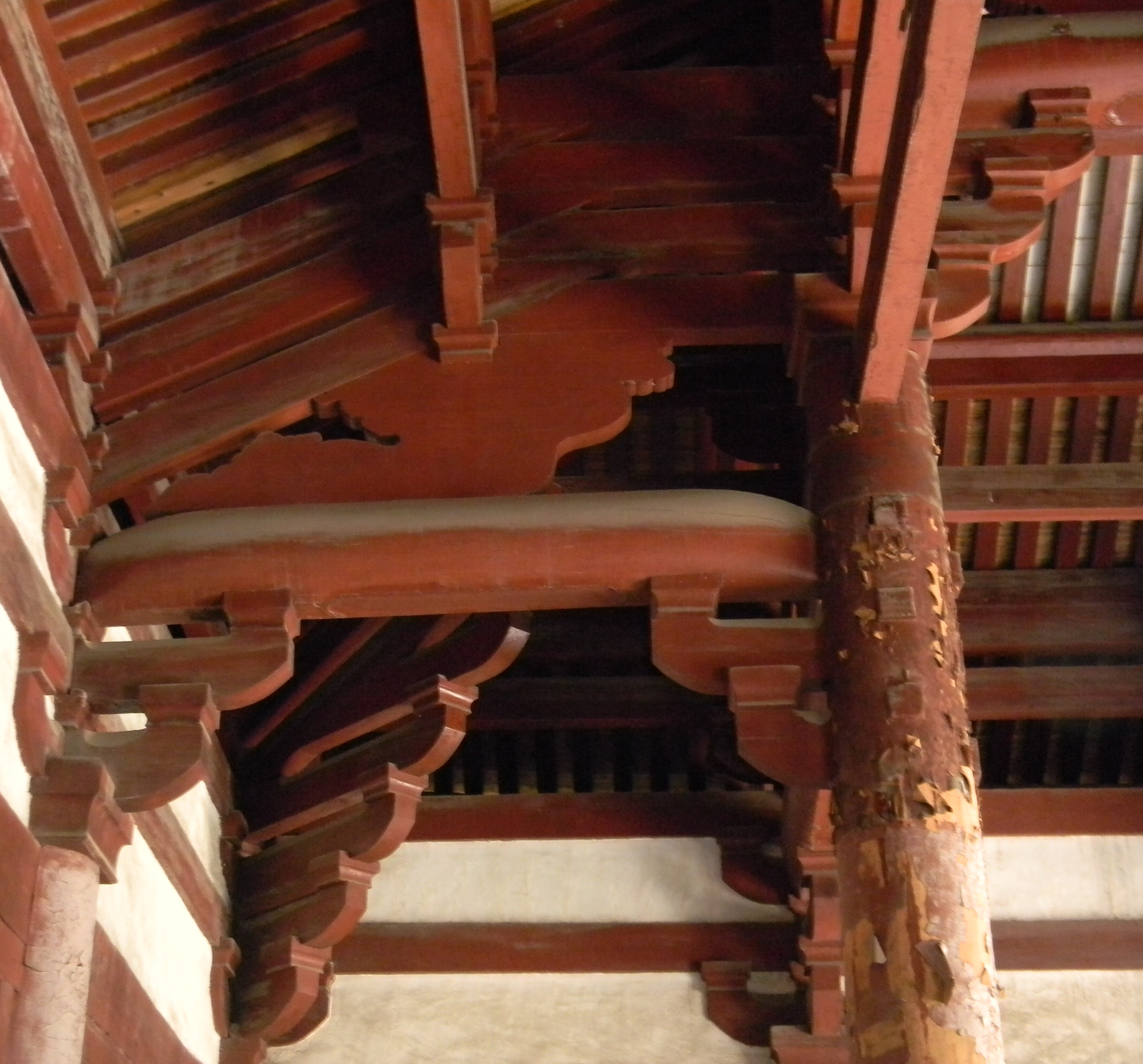
Доугуны, столбы и конструкции крыши Хуалинь (храм) в Фучжоу. Эпоха Сун, фото 2015 года

Полевые исследования, проводимые Ляном и Линь, убедили их в ещё одной теории, основанной на традиционных китайских взглядах. Речь шла о циклическом восприятии исторического развития китайской архитектуры; то есть при плавной эволюции конструктивных элементов, стилевые особенности были подвержены подъёмам и падениям. В статье Линь Хуэйинь «Об основных характеристиках китайской архитектуры» (1932 год) было описано соответствие архитектурных стилей смене китайских династий, основанное на важнейшем морфологическом признаке — системе доугунов. После династий Сун и Юань эта конструкция стала чрезмерно переусложнённой, без практической необходимости. Апогей стилевой зрелости, целесообразности форм, и соответствия конструктивной устойчивости и украшений было достигнуто в эпоху Тан. Линь Хуэйинь описывала танскую архитектуру в терминологии величия и «мужественности». Пришедшая ей на смену династия Сун демонстрировала камерность и «женственность», что было признаком политического упадка и порабощения иноземцами. Чрезмерно вычурный минский и цинский стиль назывался «декадентским». Полевые экспедиции были призваны подвести под эту теорию эмпирическую базу, что и привело к открытию храма Фогуан в уезде Утай, на одной из балок которого Линь Хуэйинь обнаружила дату, соответствующую 857 году, то есть храм был на 157 старше известного ранее древнейшего деревянного сооружения в Китае. О существовавших ранее постройках можно было судить как из литературных первоисточников, так и из сохранившихся произведений живописи и небольших глиняных моделей построек, которые полагались в гробницы знати эпох Хань и Тан.
В «Иллюстрированной истории китайской архитектуры», как минимум одна глава в которой была полностью написана Линь Хуэйинь, была предложена тройственная периодизация китайской деревянной архитектуры от Тан до Цин:
1. «Энергичный период» (850—1050 годы);
2. «Элегантный период» (1000—1400 годы);
3. «Грубый период» (1400—1900 годы).

Это деление полностью соответствовало периодизации, предложенной в статьях Ляна и Линь в 1930-е годы. В большой истории китайского зодчества архитектурных периодов было выделено 7 и они соотносились с династиями китайской политической истории.

## Память

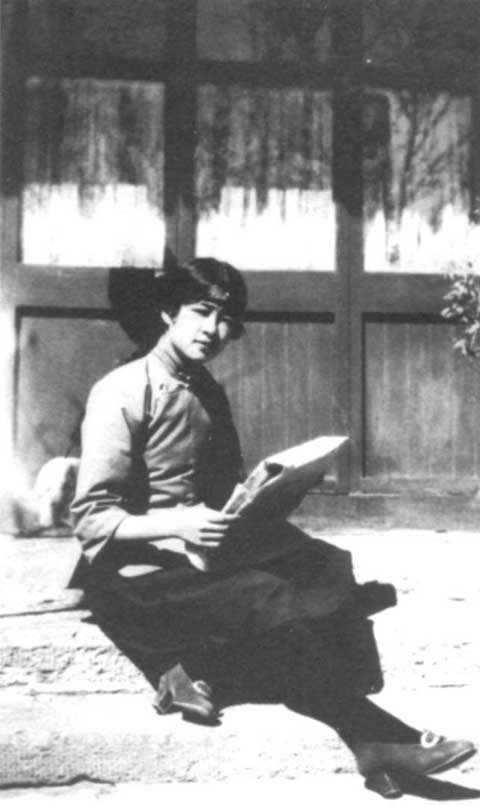
Линь Хуэйинь в школьные годы

Линь Хуэйинь осталась в культурной памяти прежде всего как символ женщины Нового Китая. В различных рейтингах разных изданий при жизни и в XXI веке её неизменно включают в сонм «четырёх красавиц» современного Китая или периода Республики. Брижит Дюзан отметила, что в отношении Линь Хуэйинь обычным стало использование сочетания кит. 一代才女, пиньинь yīdài cáinǚ, палл. идай цайнюй — «талантливая девушка своего поколения» (автором его был Ху Ши), в котором явно содержится отсылка к грамотным женщинам прежних династий, которые писали в затворе женских покоев, преимущественно, о несчастной любви. В плане профессиональной деятельности она обычно рассматривается как помощница своего мужа Лян Сычэна, что тоже соответствует китайской традиции. Собрания поэтических и научных произведений Линь Хуэйинь увидели свет в 2000-е годы. «Иллюстрированная история китайской архитектуры» Лян Сычэна и Линь Хуэйинь впервые была опубликована в 1953 году; в переводе Вильмы Фэрбэнк вышла в 1984 году в английском варианте, а новое китайское издание последовало в 1988 году. В 2014 году под редакцией Лян Цунцзе — сына Линь Хуэйинь — вышло её собрание сочинений, включавшее всё наследие, в том числе ранее не издававшееся. В том поэтических произведений были включены образцы авторского почерка и несколько сотен фотографий. Первую двойную биографию Лян Сычэна и Линь Хуэйинь опубликовала в 1982 году Вильма Фэрбэнк (пересмотренное издание последовало в 1994 году). Объёмную биографию, написанную в лирическом ключе, опубликовала на Тайване в 1993 году Линь Шань, она несколько раз переиздавалась. Затем последовали и другие биографии, изданные в материковом Китае и на Тайване, в которых, как правило, подчёркивалась роль Линь Хуэйинь — красавицы и объекта вдохновения великих людей, её окружавших.
Популяризации образа Линь Хуэйинь способствовал телесериал 2000 года «Апрельская рапсодия», посвящённый, преимущественно, Сюй Чжимо. Название отсылало к одному из лирических стихотворений Линь Хуэйинь, адресатом которого являлся Сюй. Роль Хуэйинь исполнила Чжоу Сюнь. Достоверность изображённых событий и характеров подвергалась критике со стороны сына Линь Хуэйинь. 11 мая 2017 года в Пекине состоялась премьера оперы «Линь Хуэйинь», заказанной Китайским национальным оперным театром композитору Цзинь Пэйда. В заглавных партиях — сопрано Чэнь Сяодо (Линь) и баритон Гао Пэн (Лян Сычэн). Либреттисты стремились показать историческую реальность, насколько это возможно в оперном спектакле. Большим успехом пользуется камерная опера «Прощание с Кембриджем», выстроенная в русле современных течений в китайской музыке и драматургии. Либретто её (автор — режиссёр и драматург Чэнь Юй) построено от лица Цзинь Юэлиня, пришедшего на могилу Линь Хуэйинь, и воскрешающего в памяти её жизнь. Арии написаны на известные стихи самой Линь Хуэйинь и Сюй Чжимо.
Дом в пекинском хутуне, в котором в 1931—1937 годах жили Лян Сычэн и Линь Хуэйинь, начиная с 2002 года оказался под угрозой сноса — на его месте планировалось возведение торгового центра. В 2010 году было объявлено, что дом внесён в список охраняемых объектов культурного наследия и в нём будет устроен музей. В 2011 году здание было незаконно снесено, несмотря на свой статус. Объявленная реконструкция к 2020 году так и не была доведена до конца и продолжаются разбирательства.

## Издания сочинений
- Jiǔshíjiǔ dù zhòng: Lín Huīyīn xiǎoshuō : «Девяносто девять градусов»: роман Линь Хуэйинь; Ред. Чэнь Сюэюн / Biānxuǎn Chén Xuéyǒng. — Shànghǎi : Shànghǎi gǔjí chūbǎnshè: Fāxíng xīnhuá shūdiàn shànghǎi fāxíng suǒ, 1999. — 183 p. — Ориг.: 《九十九度中》 : 林徽因小说. 编选陈学勇. 上海古籍出版社 : 发行新华书店上海发行所, 1999. 183 页. — ISBN 7532526410.
- Lín Huīyīn jiànzhú wénjí : Собрание сочинений Линь Хуэйинь по архитектуре; Под ред. Лян Цунчэна / Liáng Cóngchéng biān. — Táiběi : Yìshùjiā, 2000. — 335 p. — Ориг.:《林徽音建築文集》梁從誠編. 臺北市：藝術家, 2000 (民89). 335 页. — ISBN 957-8273-63-0.
- Lín Huīyīn shī wénjí : Собрание поэтических произведений Линь Хуэйинь. — Shànghǎi : Shànghǎi lánlián shūdiàn, 2006. — 233 p. — Ориг.:《林徽因诗文集》上海：上海兰联书店，2006. 233 页. — ISBN 7-5426-2339-7.
- Lín Huīyīn jí Liáng Cóngjiè biān : Собрание сочинений Линь Хуэйинь, составленное Лян Цунцзе. — Běijīng shì : Rénmín wénxué chūbǎnshè, 2014. — Т. 1—3. — Ориг.: 林徽因集, 梁从诫编. 北京市: 人民文学出版社, 2014. — ISBN 9787020104833.